# 日本のバス車両
日本のバス車両（にほんのバスしゃりょう）では、主に日本で見られるバス車両の構造や、用いられている技術について解説する。車体構造や駆動方式など、車両の成り立ちに関する技術のほとんどが外来のものであるため、それらについては世界の事例を記す。
バスは旅客の大量輸送を目的とする自動車で、一般的に、前後に長く、高さのある箱形の車体を持ち、室内には多くの座席を備えている。
日本の登録区分では、普通乗合車に分類され、法規上、中型以上の乗用自動車（中型乗用自動車または大型乗用自動車）は、乗車定員11名以上の自動車を指し、乗車定員30名以上の大型乗用自動車を大型バス、乗車定員11名以上30名未満の中型乗用自動車（中型自動車が設定されるまでは、乗車定員11名以上30名未満の乗車自動車も大型乗車自動車だった）をマイクロバスという。

## バス車両の変遷
バスの前身は乗合馬車で、乗合馬車の馬を動力に変えたものが起源である。日本においても、最初のバス車両は乗合馬車を改造したものが使用され、箱の部分に乗合馬車の部分をそっくり流用し、アメリカ車のエンジンを搭載したものであった。乗合バスが登場したころは、エンジン部が前方に突き出したボンネット型バスであったが、やがてエンジンが車体内に組み込まれた箱型に代わっていったことに伴い、現在運行するバスのほぼ全てが箱型のバスが運行されるようになり、ボンネットバスは一部の観光地で郷愁を誘うための観光目的で走行しているのみである。かつてバス車両の一種で、都市部の道路上に2本の架空電車線を引いて、電気を動力源として電動機で走行するトロリーバスが走行していた時代もあり、日本では無軌道電車（無軌条電車）ともよばれていた。路面電車のような軌道（線路）を必要とせず、大気汚染の心配が無く建設費も安かったことから複数の大都市で普及したが、道路が渋滞すると立ち往生してしまう欠点から、路面電車よりも早い時期に姿を消していった。
高度経済成長期以後は、一般の乗合バスも都市圏で地下鉄などに客を奪われ、地方ではモータリゼーションによる自家用車の普及により苦境に立たされる状況のなかで、乗客へのサービス向上のために低床化を図った低床バスが登場するようになった。高速道路時代になると、鉄道に代わって乗り合いバスを使用した高速バスが長距離旅客輸送に参入し、これらには快適さが求められたことから、客席からの眺めをよくしたセミハイデッカーやハイデッカーが導入された。観光・貸切バス業界向けに、イギリスで発祥した二階建てバスも同時期に普及している。

## 用途

### 路線用（乗り合いバス）

#### 都市内用

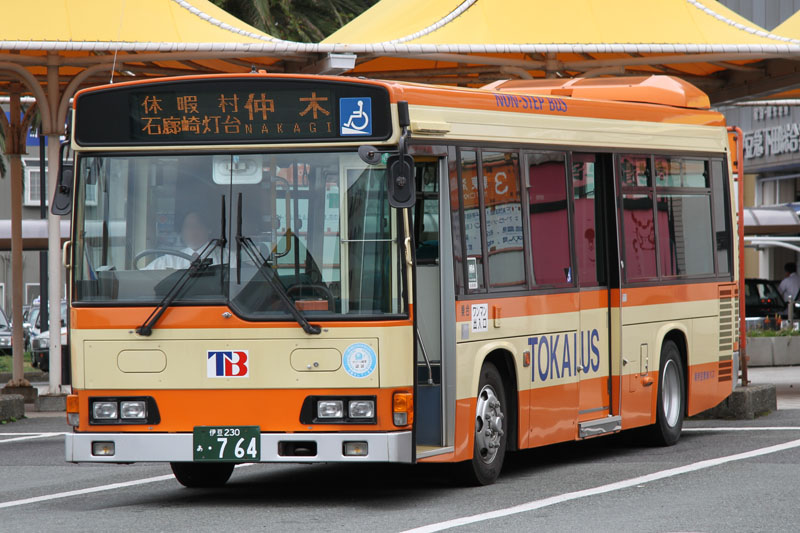
都市内用（東海バス）

いわゆる路線バスタイプ。複数の客用扉、多くの「立ち席」やつり革をはじめ、停留所ごとの乗客の流動に適した構造となっている。車掌が乗務していた時代はほとんどの車両の客用扉は中扉のみであった。近年は低床、超低床化が進んでいる。

#### 都市間連絡用

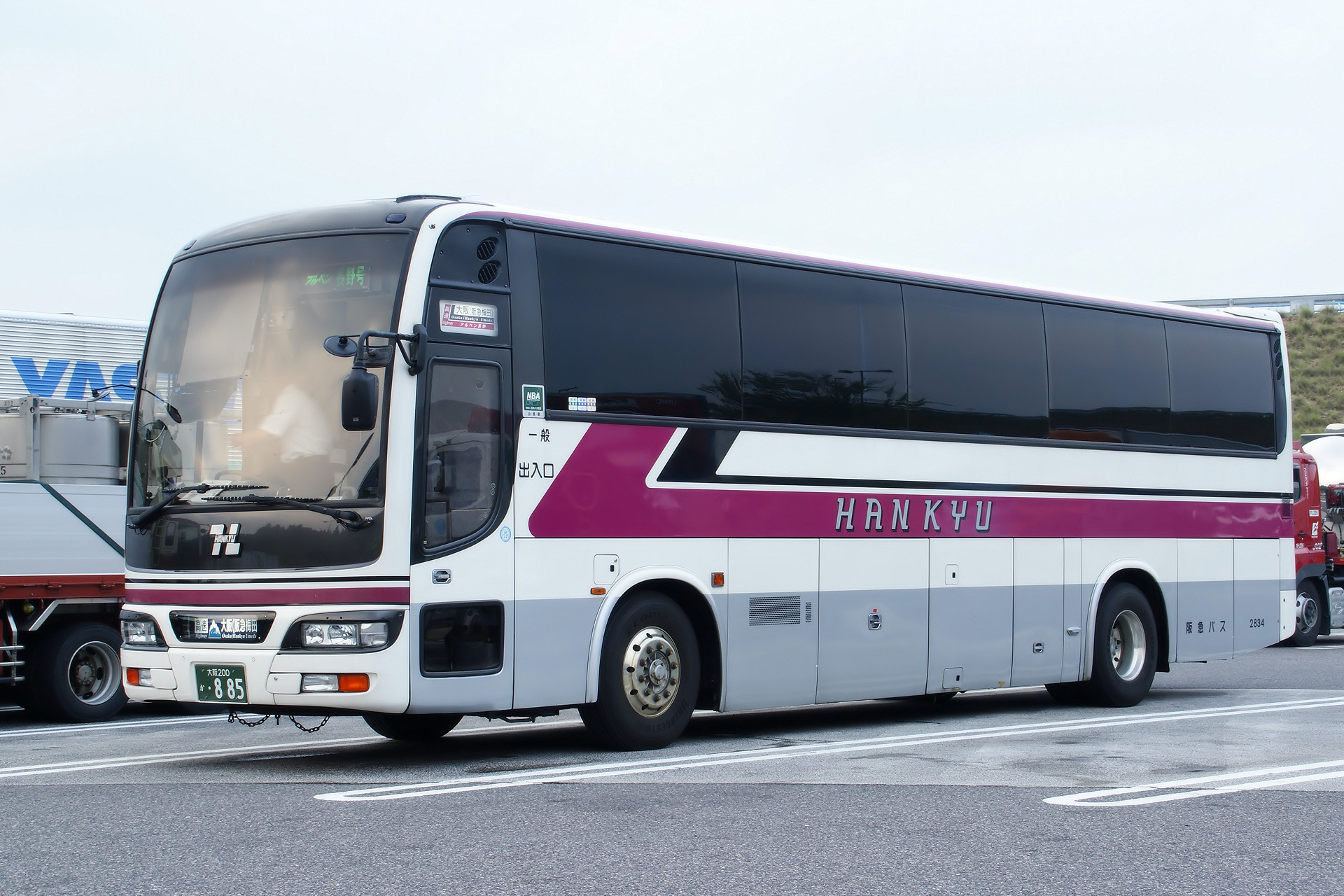
都市間連絡用（阪急バス）

夜行便、高速便を含む長距離路線のほか、空港連絡、学校や企業の送迎などに用いられる。
多くが観光貸切用に似た前扉で、前向きの座席、エアサスペンション（空気ばね懸架）、高出力エンジンを持つ。かつての国鉄専用型式では、エンジンのみならず、変速機も特注であり、一般の市販車とは異なる専用品であった。
現在、長距離用の接客設備は二階建て、もしくはハイデッキ、トイレ付き、通路を挟んで2名 + 2名の4列、または独立3列シートが主流となっている。内装は観光貸切用に比べ、やや簡素で、業務用無線、降車ボタン、整理券発行機、運賃表、運賃箱などを装備する。
このほか近郊型ともいわれるハイデッキではない通常の床高さ（普通床）で、前扉もしくは中扉のみのものや、前扉以外に、中もしくは後扉を持つ2扉のものもある。近郊型は送迎用途の自家用（白ナンバー）や都市間連絡用のほか、都市部の深夜バスにも導入されている。自家用では運賃関連の機器は装備されない。
2 + 2の座席配列では通路に補助席を設ける場合もあり、古くは左右の座席袖から小ぶりの補助席を1脚ずつ展開し、主座席を含んで6人掛けとするものもあったが、現在では補助席もほとんどが大型化した1人掛けとなり、背もたれも頭あてのある2枚構成で、回転カム式のリクライニング機能を備えるものもある。
以前は、陳腐化した経年車の有効利用を目的に、普通床の1扉車（前もしくは中扉のみ）に扉を増設（二扉化）し、都市内用や近距離向けに改造される例も多かったが、現在では改造を受けずにほとんどが輸出されている。

### 観光貸切用

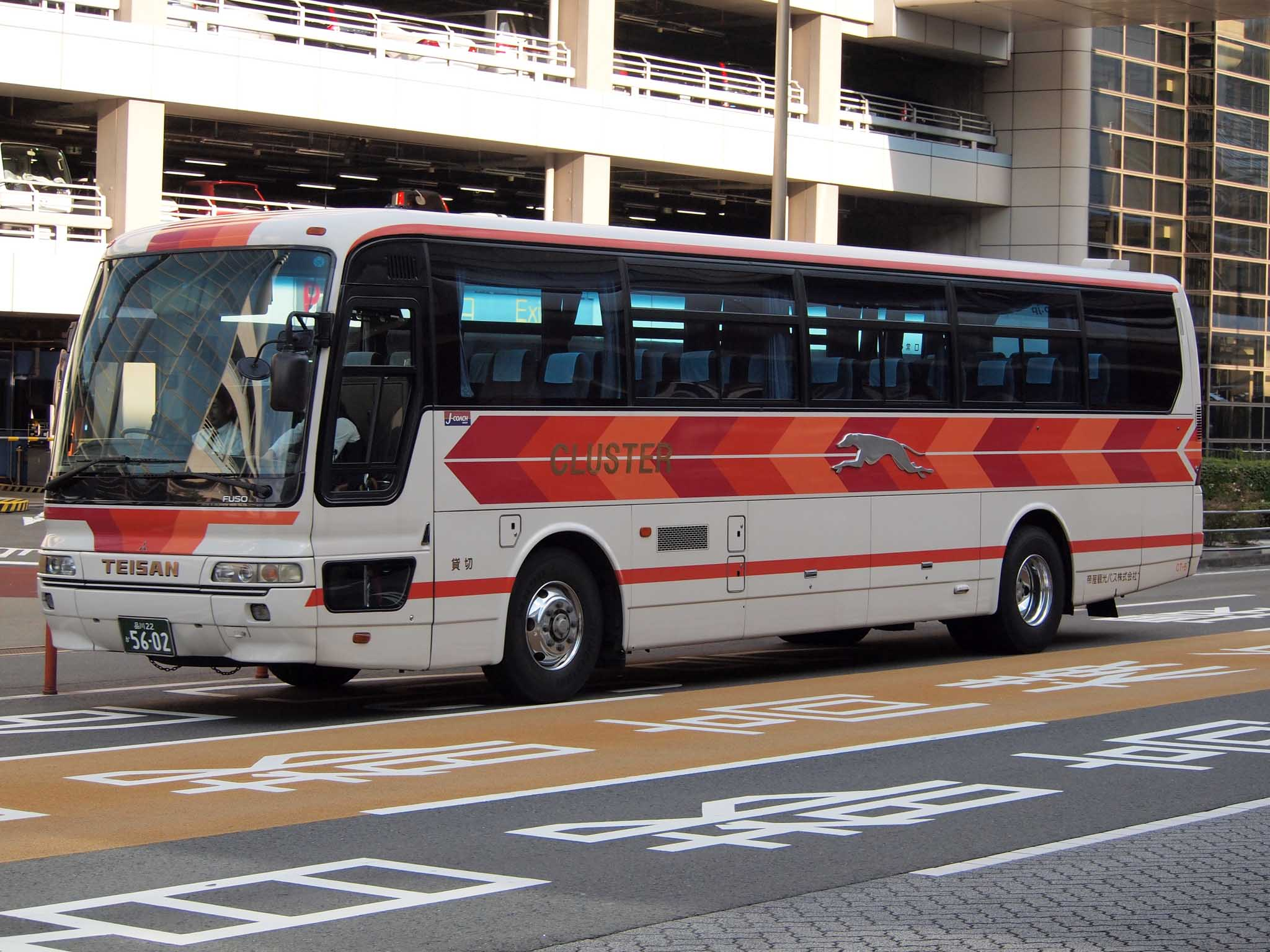
観光貸切用（帝産観光バス）

古くから空気ばね懸架の足回りを持ち、冷房装置、サンルーフ、カーラジオを装備するなど、長距離、長時間の運転に対応した構造と、アメニティーに振った接客設備を持っており、通常、運賃収受設備、整理券発行機、降車ボタンなどは持たない。
現在は、二階建て、ハイデッキなどで展望を重視したものがほとんどで、客室後部にラウンジシートのサロンを持つもの、あるいは、回転式シートでサロンに対応するものもある。温・冷蔵庫、AV機器、装飾性の高い照明器具と内装を持つ。
合理化のため、都市間連絡用の路線車と共用している事業者もあり、経年により、路線車に格下げとなる場合も多い。

### 寝台バス
日本においては、かつては医療・介護用を除き移動中に使用する寝台を車内に設置することは法令上認められておらず、2024年までは国内においては寝台バスは存在しなかったが、首都圏における宿泊代の暴騰を背景にフルフラットシートのガイドラインを制定、2025年より高知駅前観光が「ソメイユ・プロフォン」を開発し、運行を開始することとなった。
なお、過去には札幌市交通局によって寝台バスが試験的に導入されたことがあるが、転倒角度試験で当初不合格となるなど、当時の技術では重心の高さとローリングを解決できず、計画は頓挫していた（詳細は札幌市営バス#寝台バスを参照）。
世界では広大な国土を持つ中国で多くの寝台バスが運行されている。

### 宣伝広告
バスとして設計された車両に拡声装置や宣伝内容を外装に貼り付けた広告宣伝車としても運行されている。特殊用途自動車では放送宣伝車に分類される。広告主の依頼によって有料で運行されるが、貨物も人員も輸送していないので、自家用車（白ナンバー）で運行でき、一種免許で運転出来る。

## 車輌の大きさ
現在、国内のバスは一部の例外を除き路線バス用（路線バスシャーシを用いた物を含む）と高速観光バス用に分けて製造されている。また、法令により車両の大きさと重さ、乗車人員から大型車・中型車・小型車に分類している。しかし、それとは別にメーカー等が実際の大きさを基にした分類がある。

### 路線バス / エプロン（ランプ）バス

#### 特大車

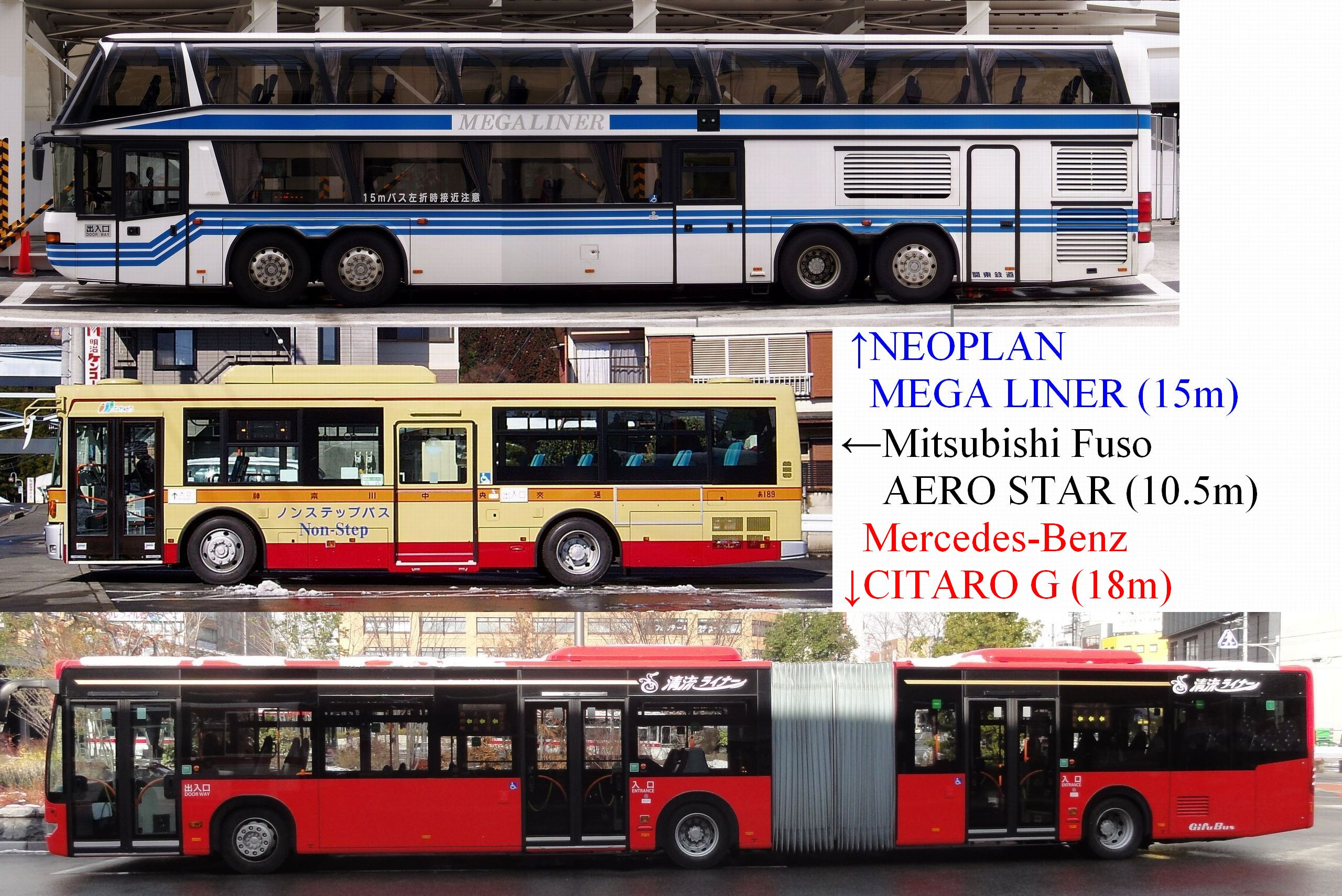
特大車であるメガライナー（上）・連節バス（下）と通常の路線バス車両（中）の比較

全長12 m超、または車幅2.5 m超のバスが該当する。日本では道路法の規定を超えるために公道を走行できず、特殊車両として関連機関（国道事務所など）への通行許可申請が必要になり、許可された経路しか運行できない。
15 m級の大型車には現在国産シャーシはなく、すべて輸入車である。2車体以上の連節バスも一時期は輸入車のみだったが、2019年（平成31/令和元年）よりいすゞ自動車と日野自動車がハイブリッド機構を採用した国産車を投入している。戦後、都営バスをはじめ各地に導入され、都市部の復興輸送に活躍した日野・T11B 型 + T25 型トレーラーバスもこれに含まれる。
アルファリゾートが、トマム駅までのシャトル用として導入し、ナンバーの取得を目指していたネオプラン・エアライナー N940型 エプロンバスは、全長13,420 mm、全幅3,950 mmという前代未聞のサイズが災いし、ついに公道走行の認可が下りなかった。
同様に公道走行を考慮しないものに、空港内の旅客ターミナルと離れた場所にある飛行機との間を結ぶランプバスがあり、ワイドボディーの国産特大車が存在する。

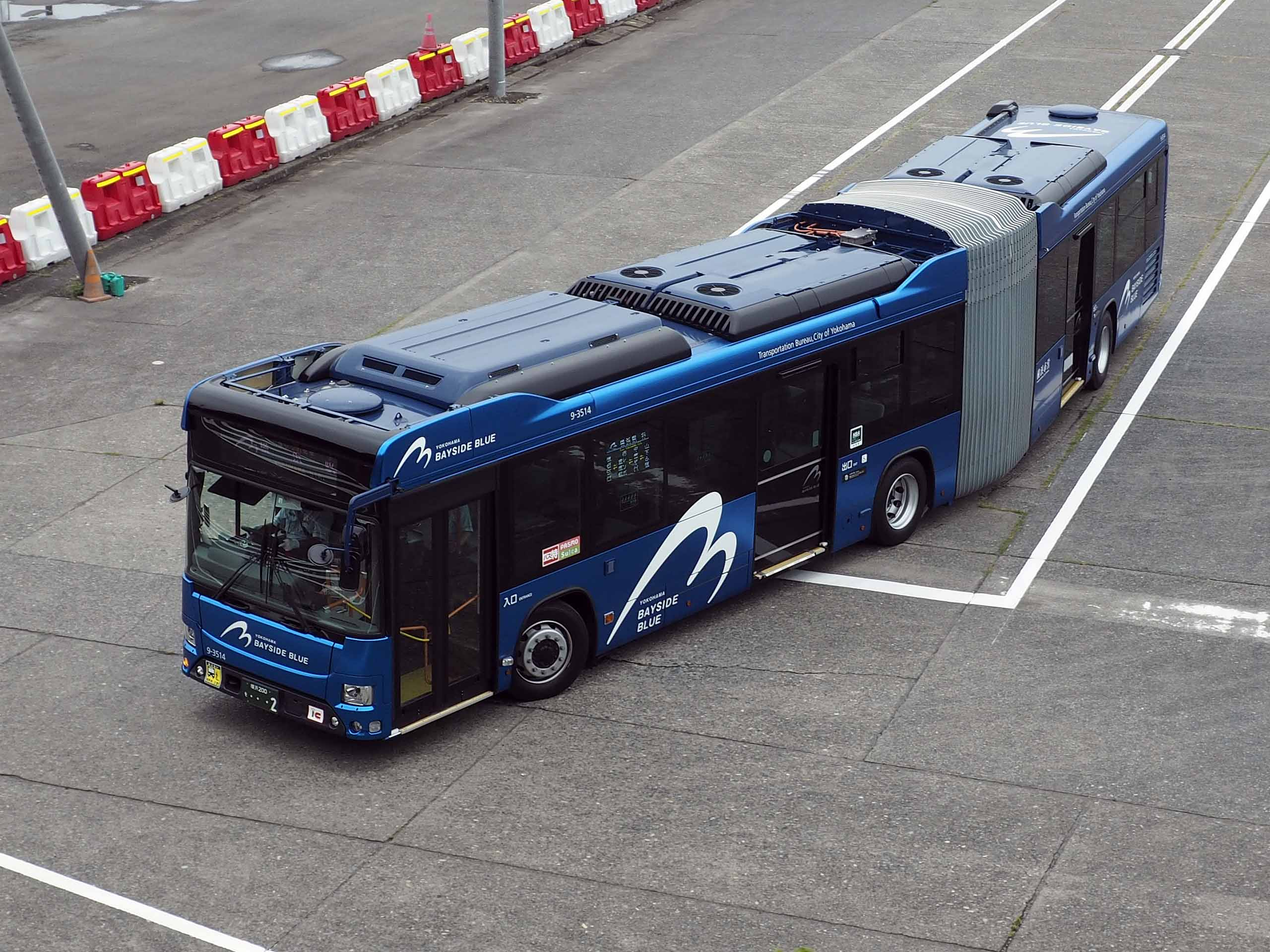
日野・ブルーリボンハイブリッド連節バス （横浜市交通局 2020年7月）
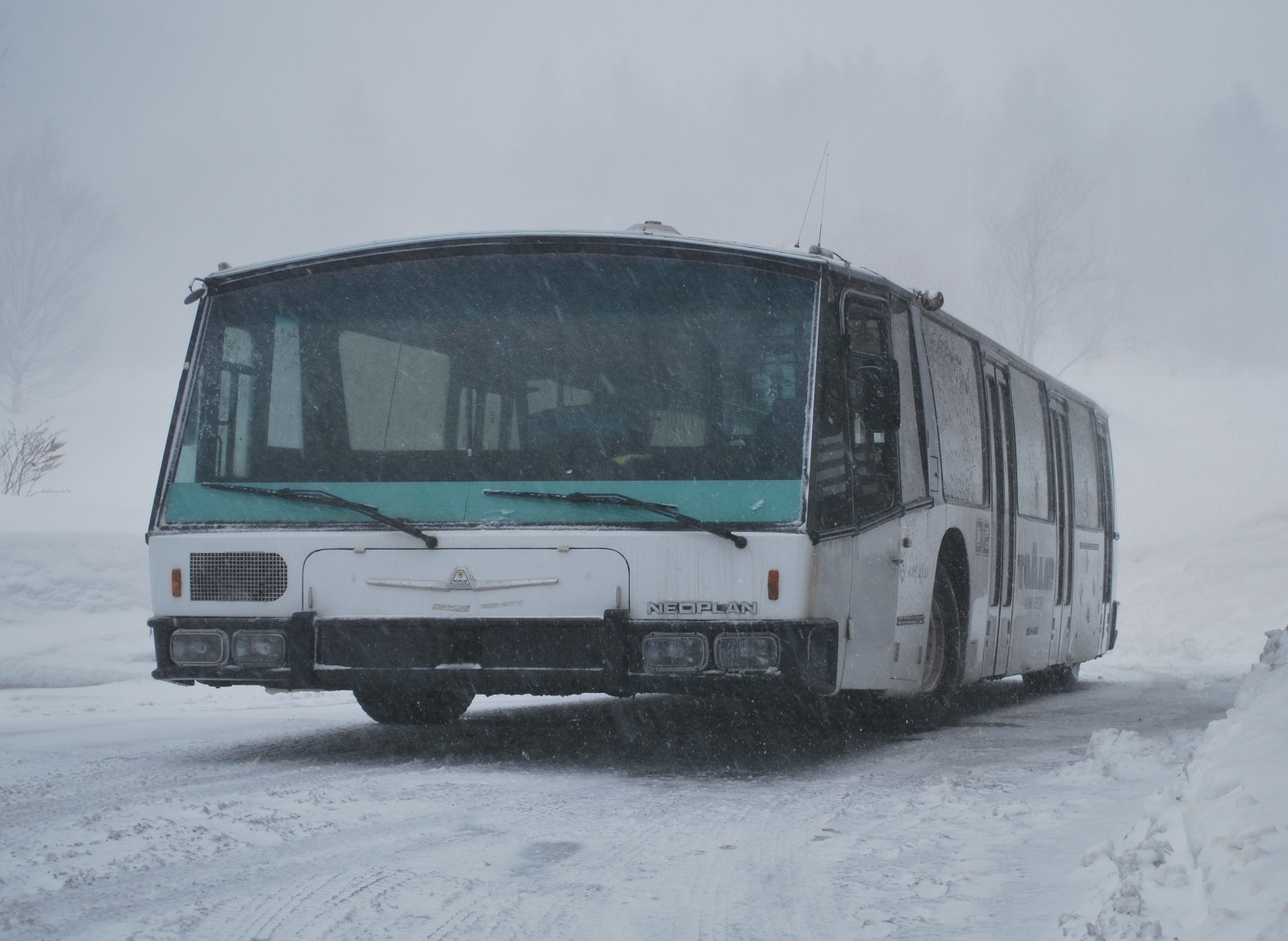
ネオプラン・エアライナー N940 （星野リゾートトマム 2010年3月）

#### 大型車
全長10 - 11.5 m、車幅2.5 m のバスが該当する。ホイールサイズは、以前のものは20インチ、現在は22.5インチ。国内3メーカ全てが製造しており、基幹車種である。エルガ、ブルーリボン、エアロスターがある。日産ディーゼル（現・UDトラックス）はバスの生産から段階的に撤退する中で、指定コーチビルダーを富士重工業（富士重）から西日本車体工業（西工）へ変更、その影響で富士重は2002年（平成14年）5月にバスボディの生産を終了、西工は2010年（平成22年）8月、UDトラックスのバス生産終了に合わせ、会社を解散している。
全長10 m 級（標準尺）の車両は全国的に多く見られ、11 m 級（長尺）の車両は1970年代前半までは「ラッシュバス」と称された通り、郊外の新興住宅地から大都市への通勤通学輸送に多く用いられたが、その後は鉄道の整備が進んだことなどから導入する事業者は激減し、現在は北海道での採用が大半を占めている。他に車両を貸切兼用（ワンロマ仕様）とする場合や、企業や学校との契約輸送用のバスにも多く使われている。11 m 級の車両は事業者によっては「大型長尺車」とも称される。
全長9 m 級（大型短尺車、9 m 大型車）は、かつて日本国有鉄道（国鉄バス）で多く採用されていたが、国鉄分割民営化後は需要が途絶え、2011年12月現在は民間事業者向けにも製造されていない。事業者によっては中型車という位置付けにしているところもある。代表的な車種としてエルガLT、日産ディーゼル・スペースランナーRPがある。

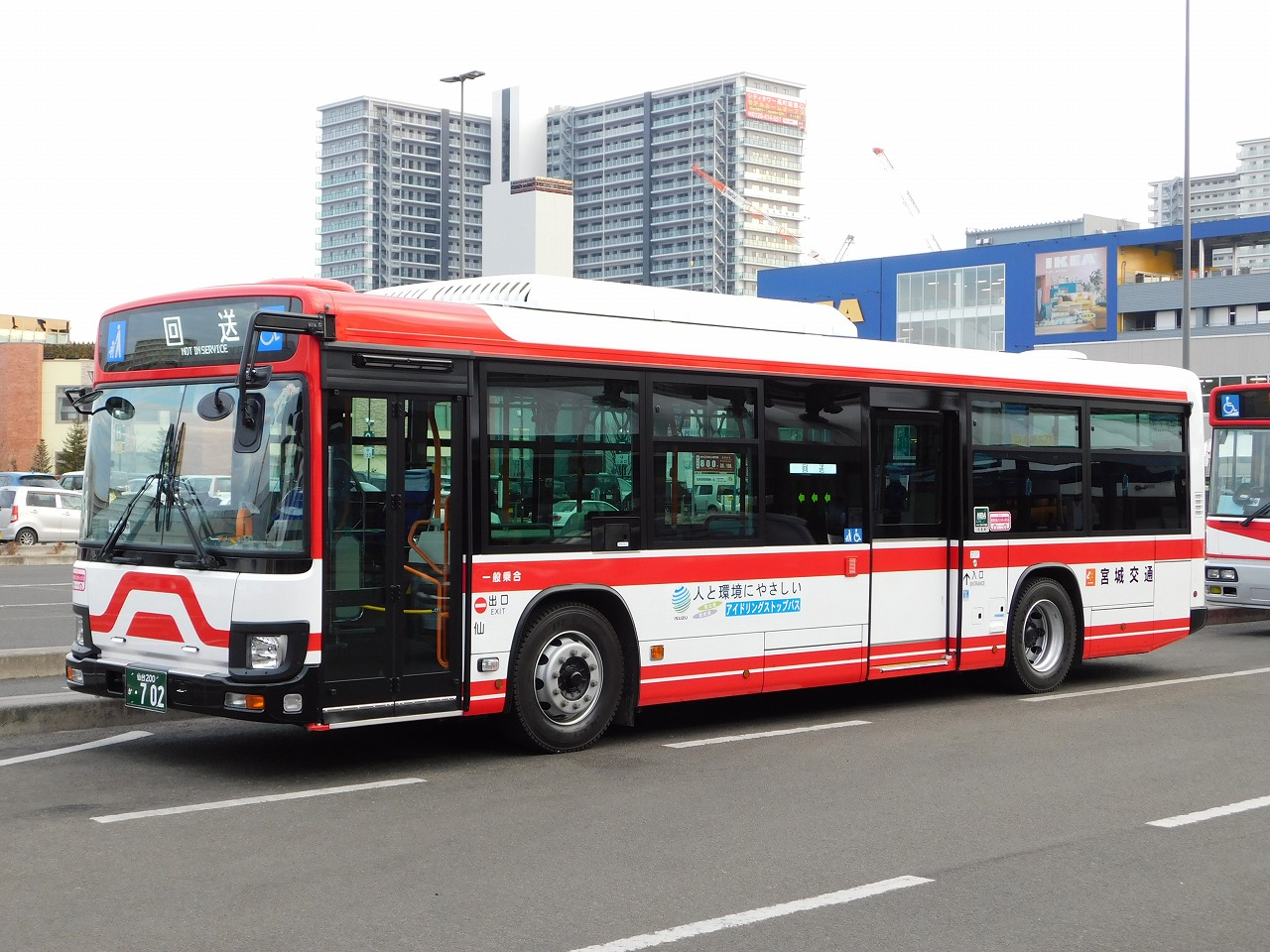
いすゞ・エルガ
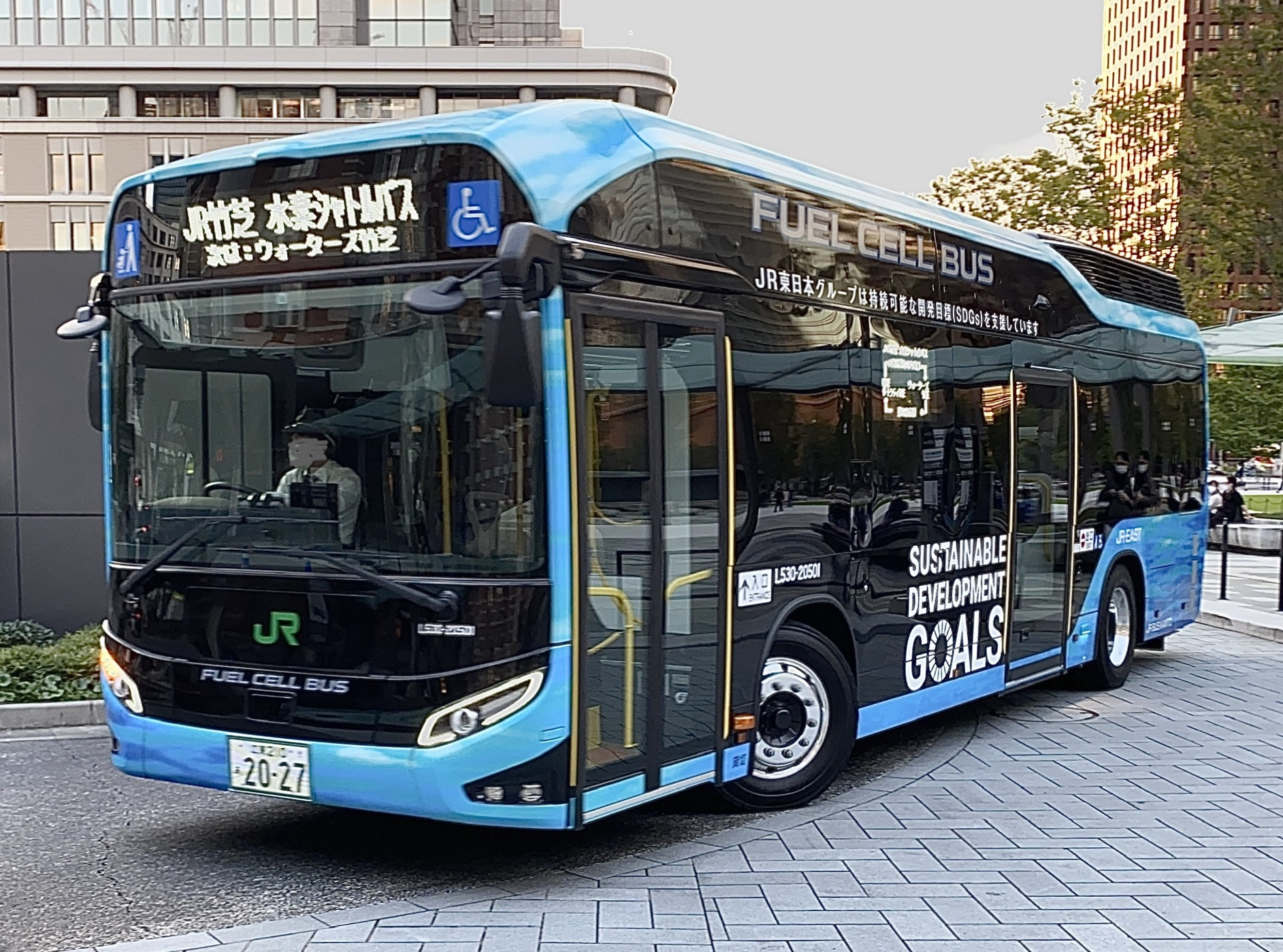
トヨタ・SORA
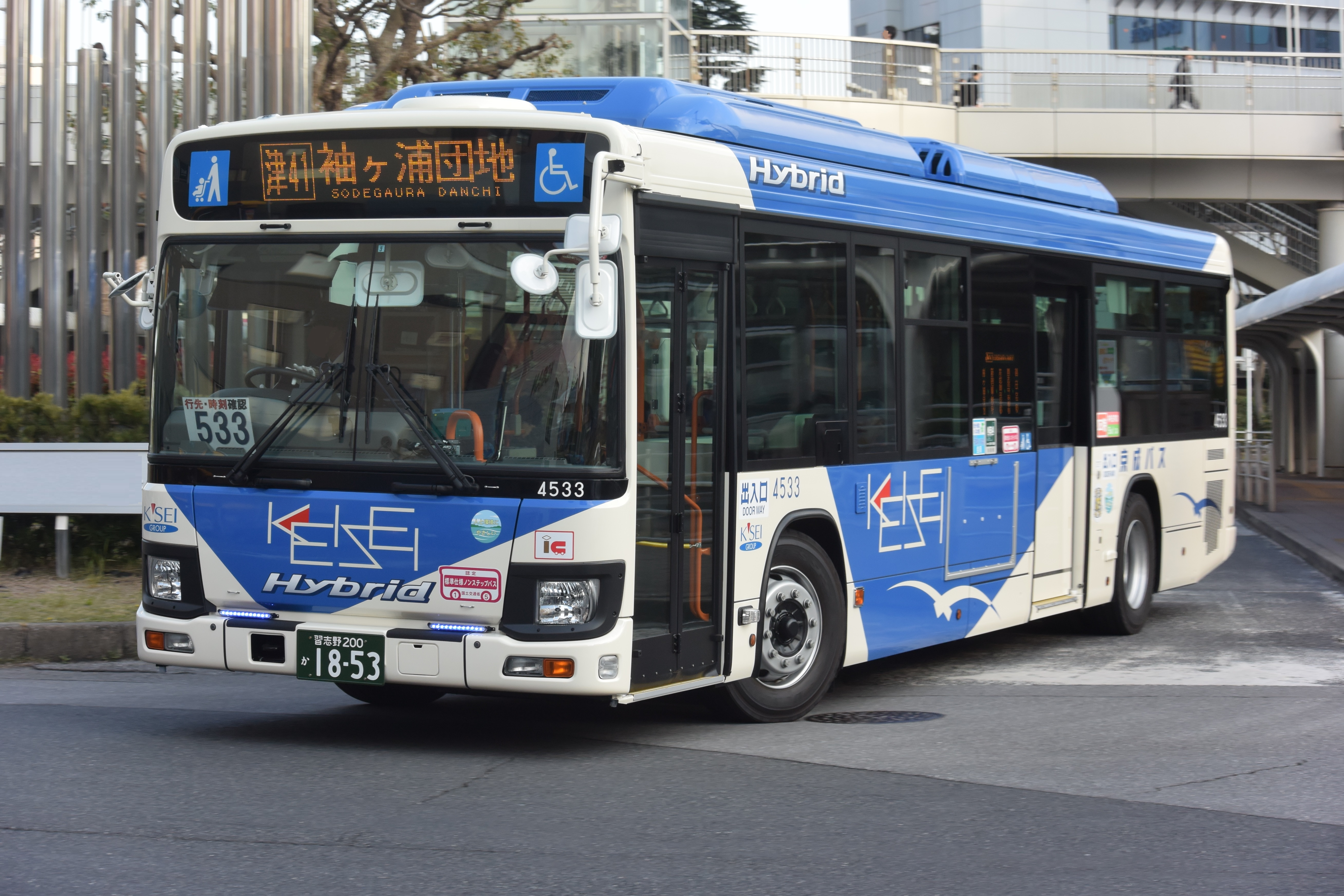
日野・ブルーリボンハイブリッド
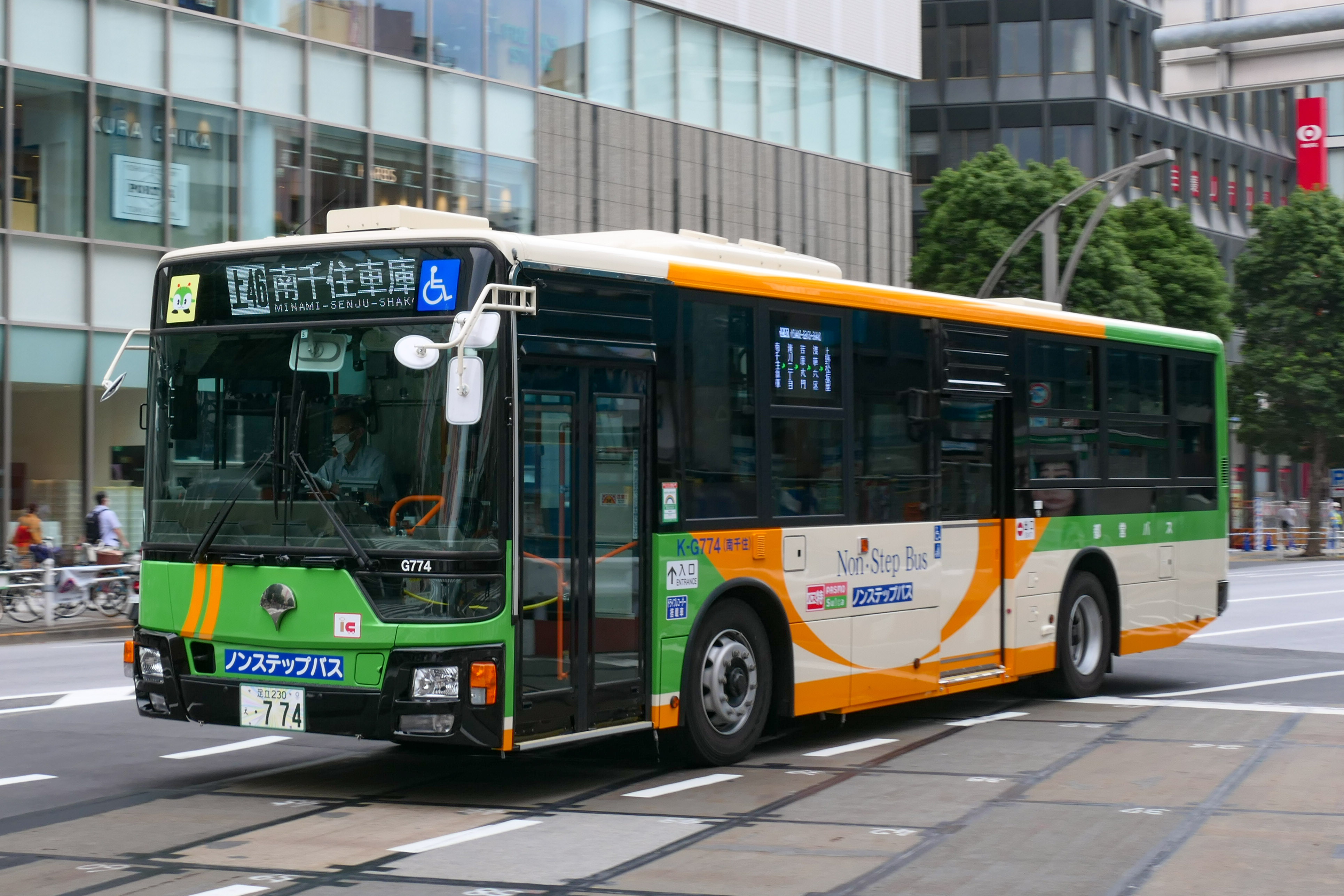
三菱ふそう・エアロスター
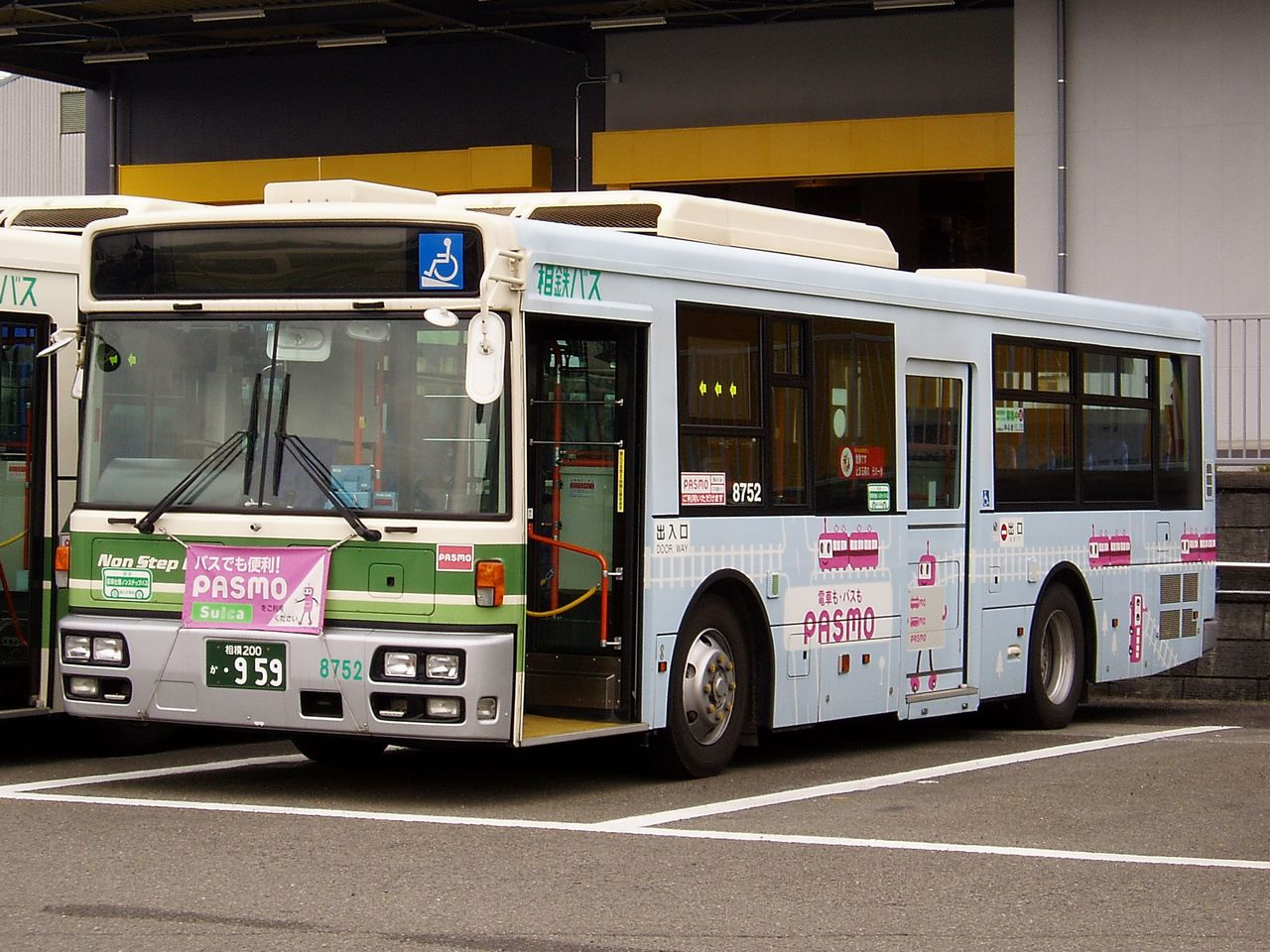
日産ディーゼル・スペースランナーRA (相鉄バス)

#### 中型車
全長8 - 9m、車幅2.3m、定員30名以上のバスが該当する。ホイールサイズは以前のものは16、18インチ、現在は19.5インチ。国内3メーカ全てが製造していたが、現在はジェイ・バス製のいすゞ・エルガミオと日野・レインボーのみが製造されている。かつては三菱ふそう・エアロミディも存在した。
この変種として、中型車の全長を10.5mに延長した中型ロング車（別名・10.5m中型車、中型長尺車）がある。純粋な大型車に対して安価なため、近年多く製造されている。レインボー（OEM車種としていすゞエルガJもあり）、エアロミディ、日産ディーゼル・スペースランナーJP（UDトラックスのバス生産撤退により、2010年8月に生産終了。）が存在する。事業者によってはこれら中型長尺車の総称を「ナロー車」として区別するところがある。
いずれも、一般的にいわれる路線大型車よりもホイールベースが長い設定が多い。そのため、シャシにかかる重量の負担から、ブレーキの大型化（日産ディーゼル・スペースランナーJPのみ）やホイールボルトを6本から8本へ変更（4メーカーすべて対応・ボルト一本当たりの荷重低減）など、安全性の向上へいずれのメーカーも精力的に取り組んでいることがうかがえる。
三菱ふそうはエアロミディMKを発売していたが、2007年8月にUDトラックスからのOEM供給（エアロミディ-S）に切り替えられた。しかし、それも2010年10月のUDトラックスのバス事業撤退により打ち切られた。2011年から再びエアロミディMKを販売したが、2017年に生産終了となった。
日野は自社開発したレインボーを生産終了とし、いすゞとの統合車種であるレインボーIIに一本化された。なお、いすゞも日野からレインボーのOEM供給を受けてエルガJとして発売していたが、前述の通りレインボーの生産終了に伴い打ち切られた。2011年12月現在、中型ロング車は日本国内のメーカーすべてにおいて販売されていない。

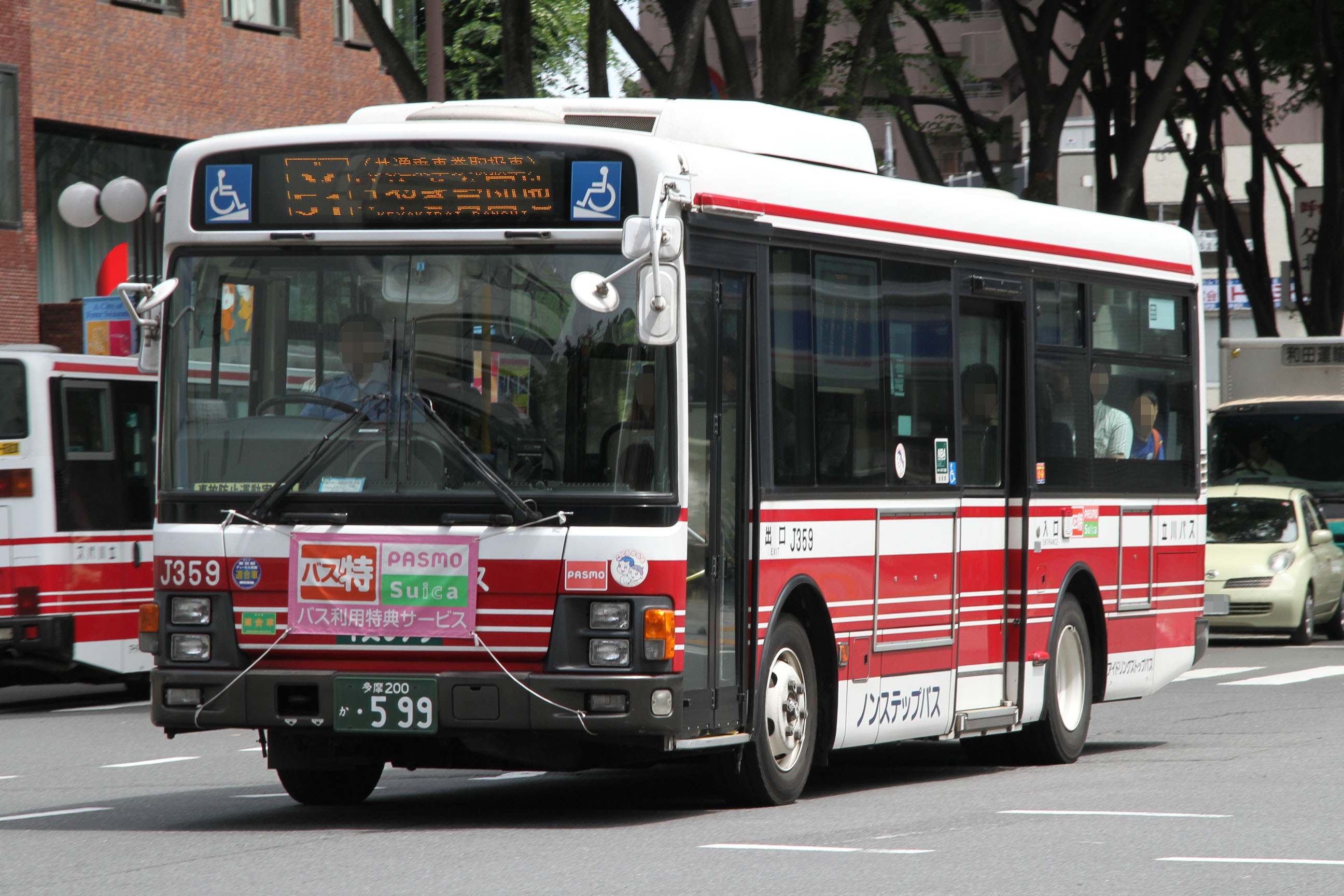
いすゞ・エルガミオ
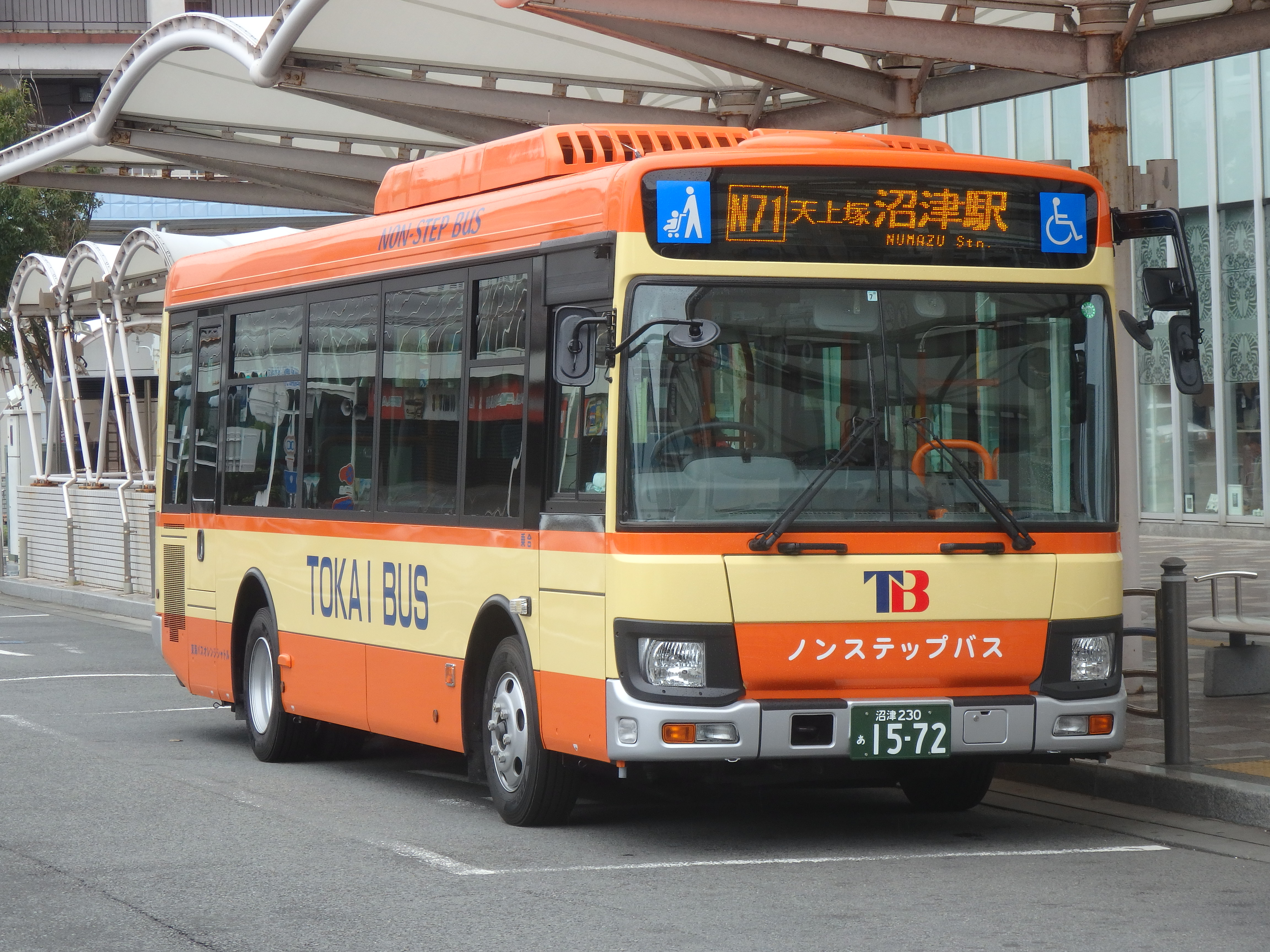
日野・レインボーII(東海バス)
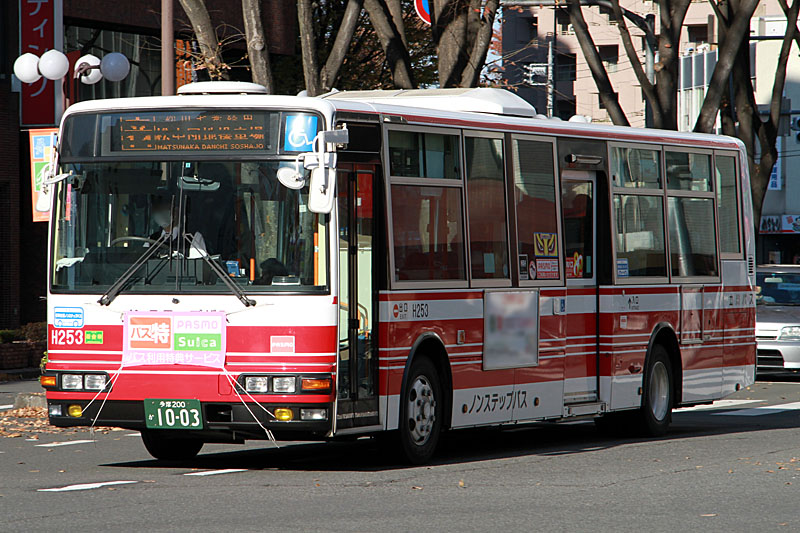
三菱ふそう・エアロミディ
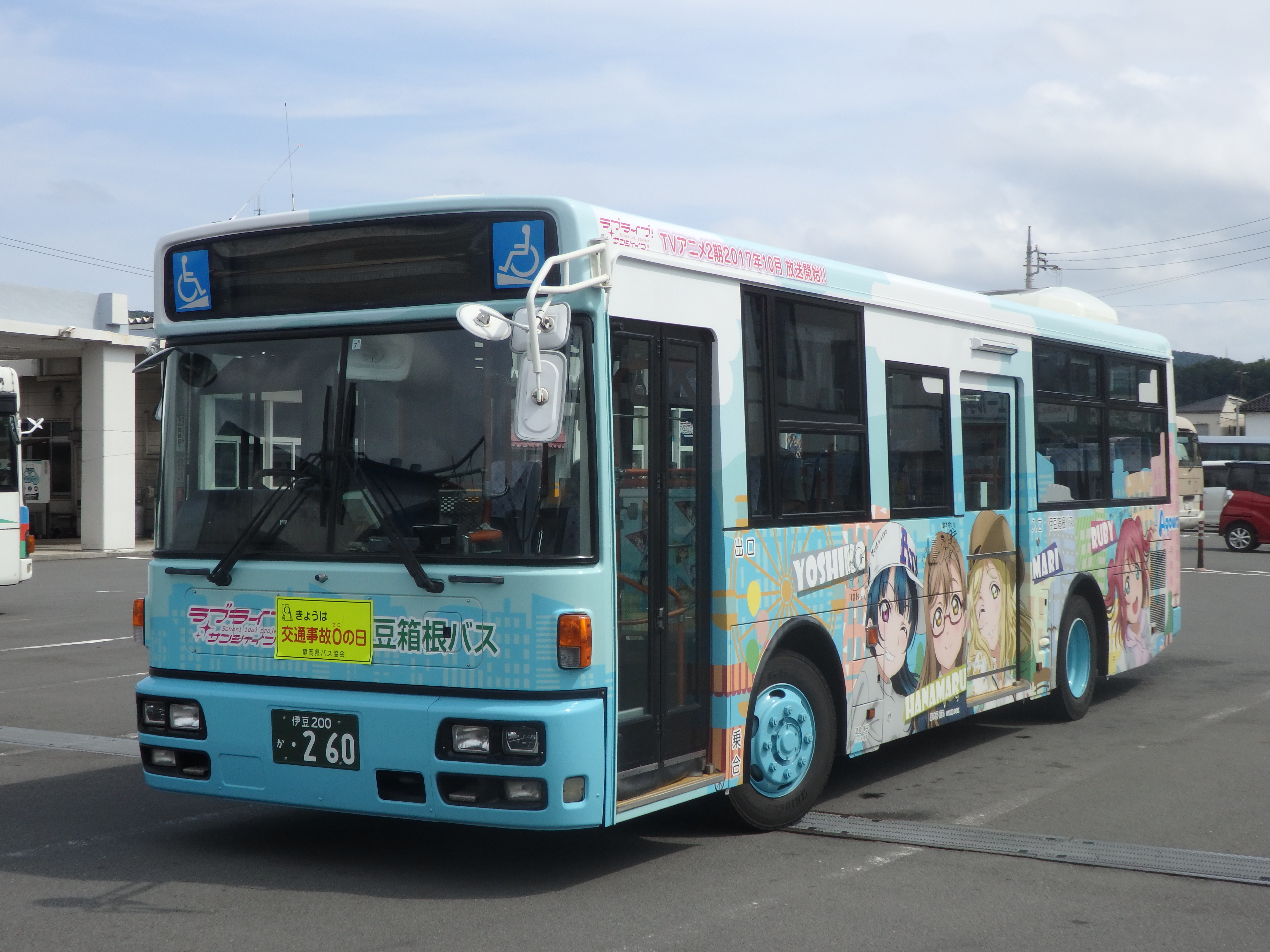
日産ディーゼル・スペースランナーRM

#### 小型車
全長7m、車幅2 - 2.3M、のバスが該当する。ホイールサイズは以前のものは15、16インチ、現在は17.5インチ。定員29名以下はマイクロバスに分類されるが、路線仕様のリエッセやエアロミディMEなどは立席乗車を前提に定員30名を超えるため、マイクロバスには分類されない。なお、マイクロバスに分類されない車種のうち、2021年現在で国内生産されているのは日野・ポンチョのみ。

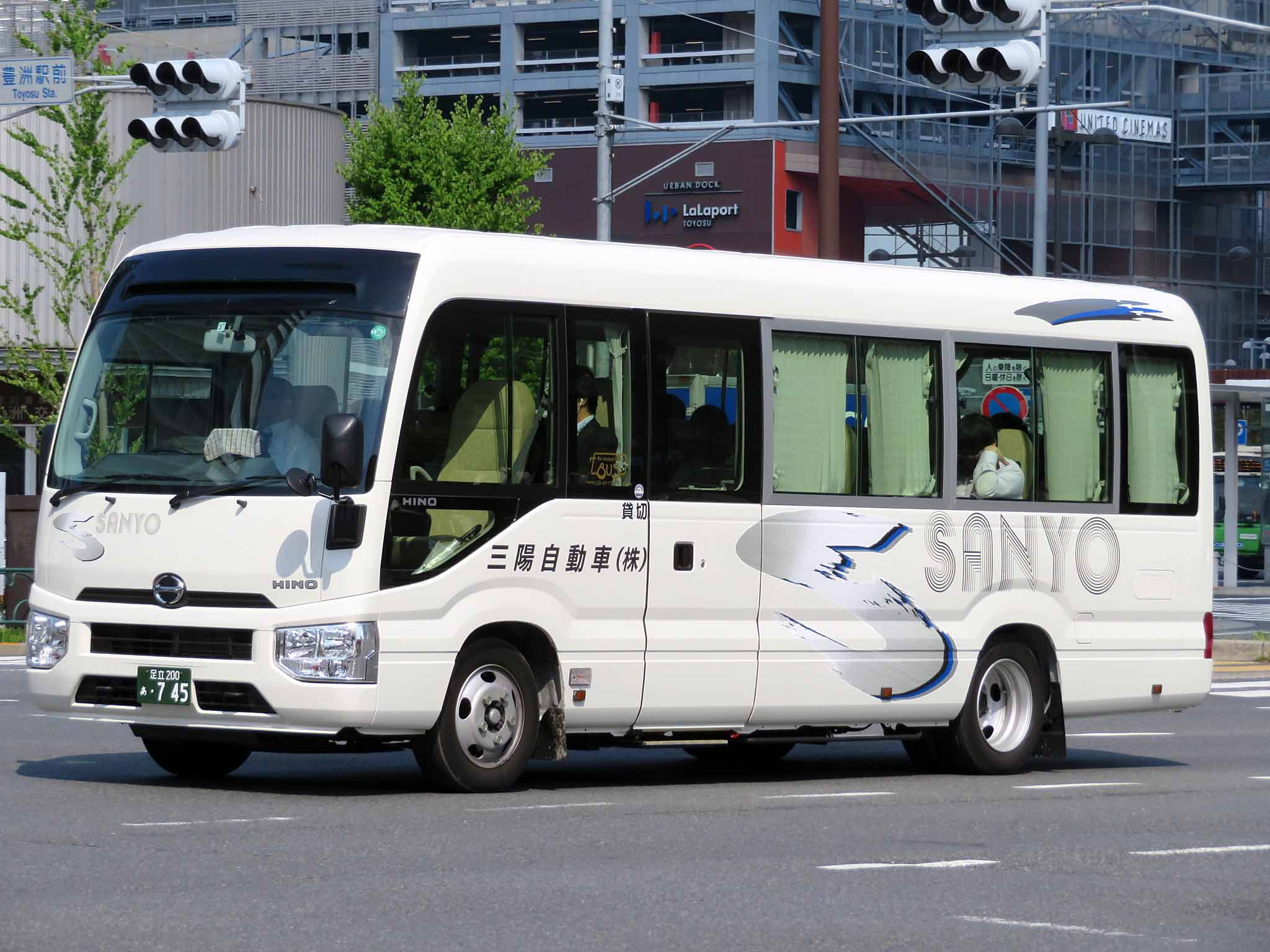
日野・リエッセII

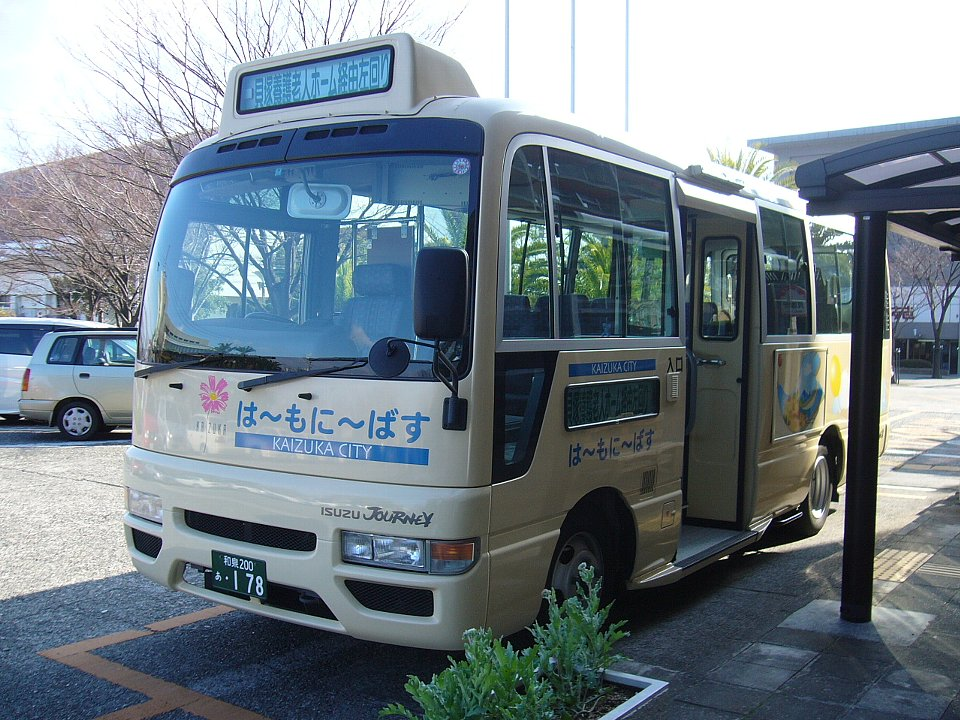
いすゞ・ジャーニー
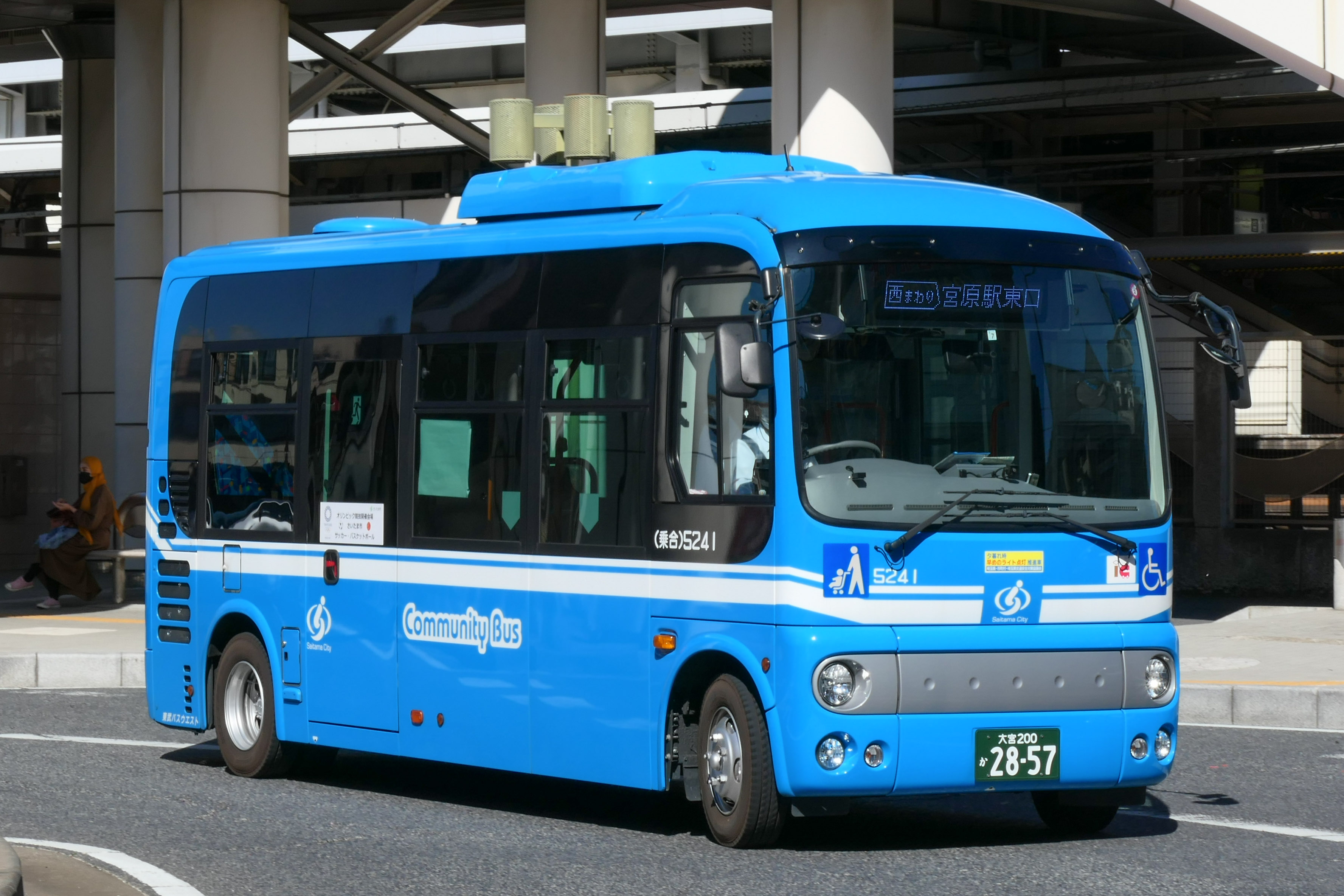
日野・ポンチョ
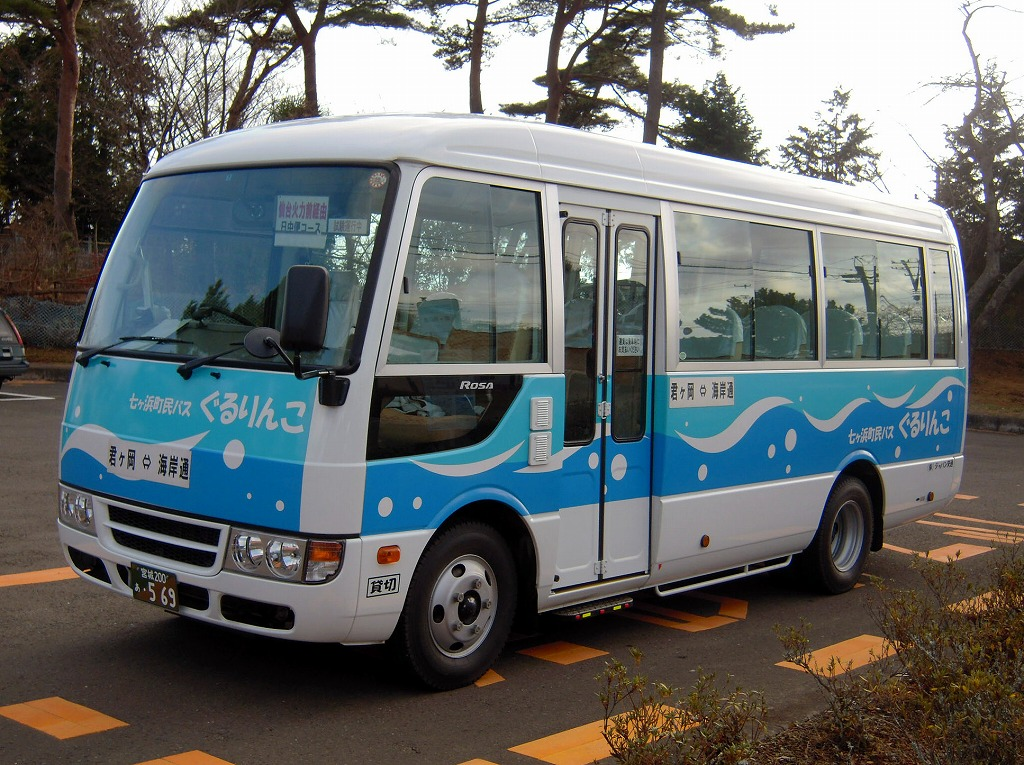
三菱ふそう・ローザ

### 高速・観光バス

#### 特大車
全長12m超、または車幅2.5m超のバスが該当する。
連接車同様国産車はなく、ネオプラン・メガライナー（全長15mの二階建てバス）が唯一の存在となっていた（廃車済）。前述のように、日本では特殊車両として関連機関への通行許可申請が必要になり、許可された経路しか運行できない。

#### 大型車
全長12m未満、車幅2.5mのバスで、現在は国内の3社が製造を行なっている他、かつての日産ディーゼル（現・UDトラックス）製や、大宇バスなどの輸入車も現役である。
エアロバス（エアロクィーン／エアロエース＝現行モデル）、セレガ、ガーラ、スペースアローといった車種が存在する。いずれもハイデッカー、スーパーハイデッカーが設定されている。上高地などの乗り入れ用に全長を11mに短縮したバスも見られるが、最後まで11m車が設定されていたスペースアローの製造終了に伴い、現在は12m車のみ製造されている。

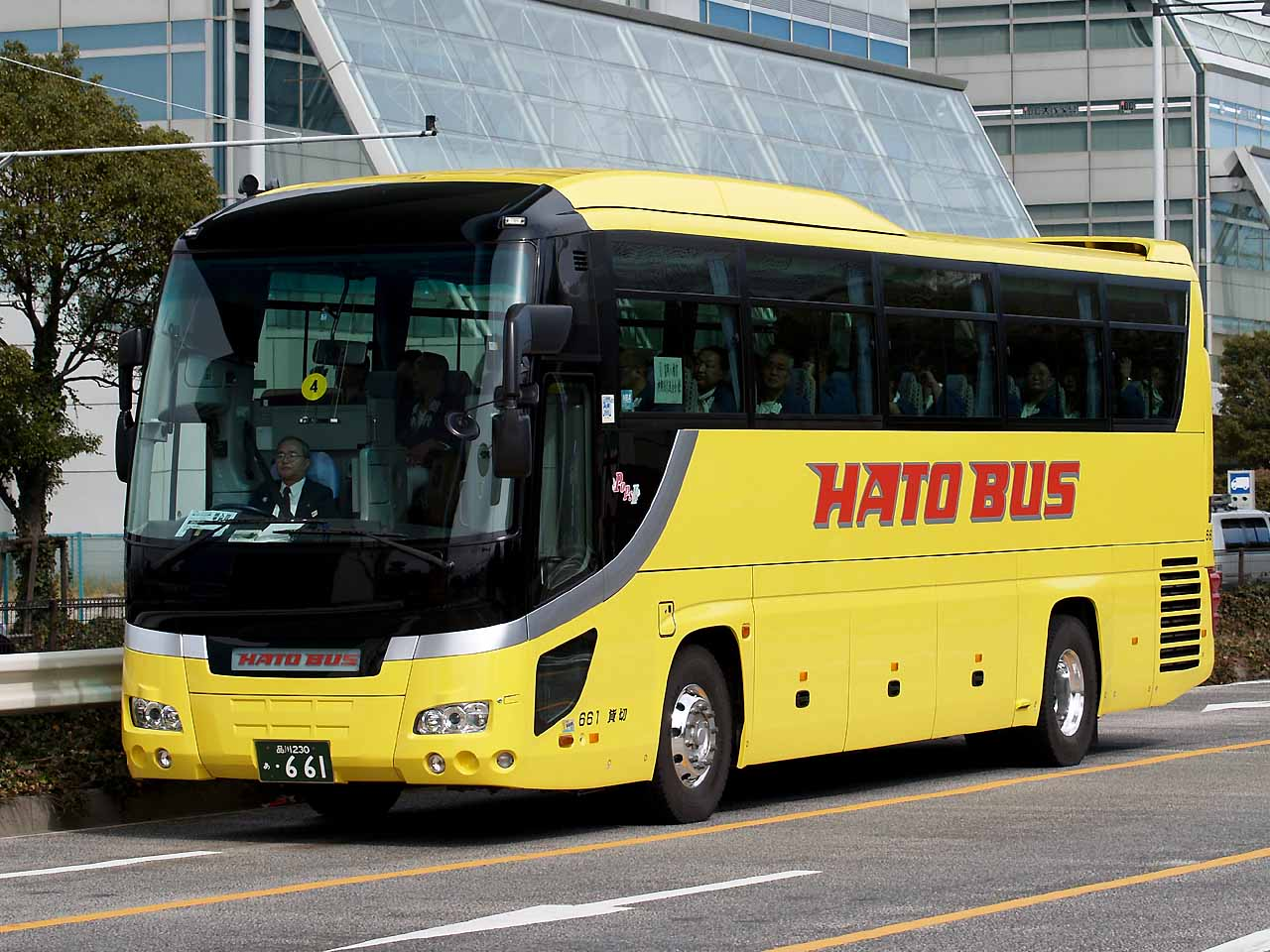
いすゞ・ガーラ
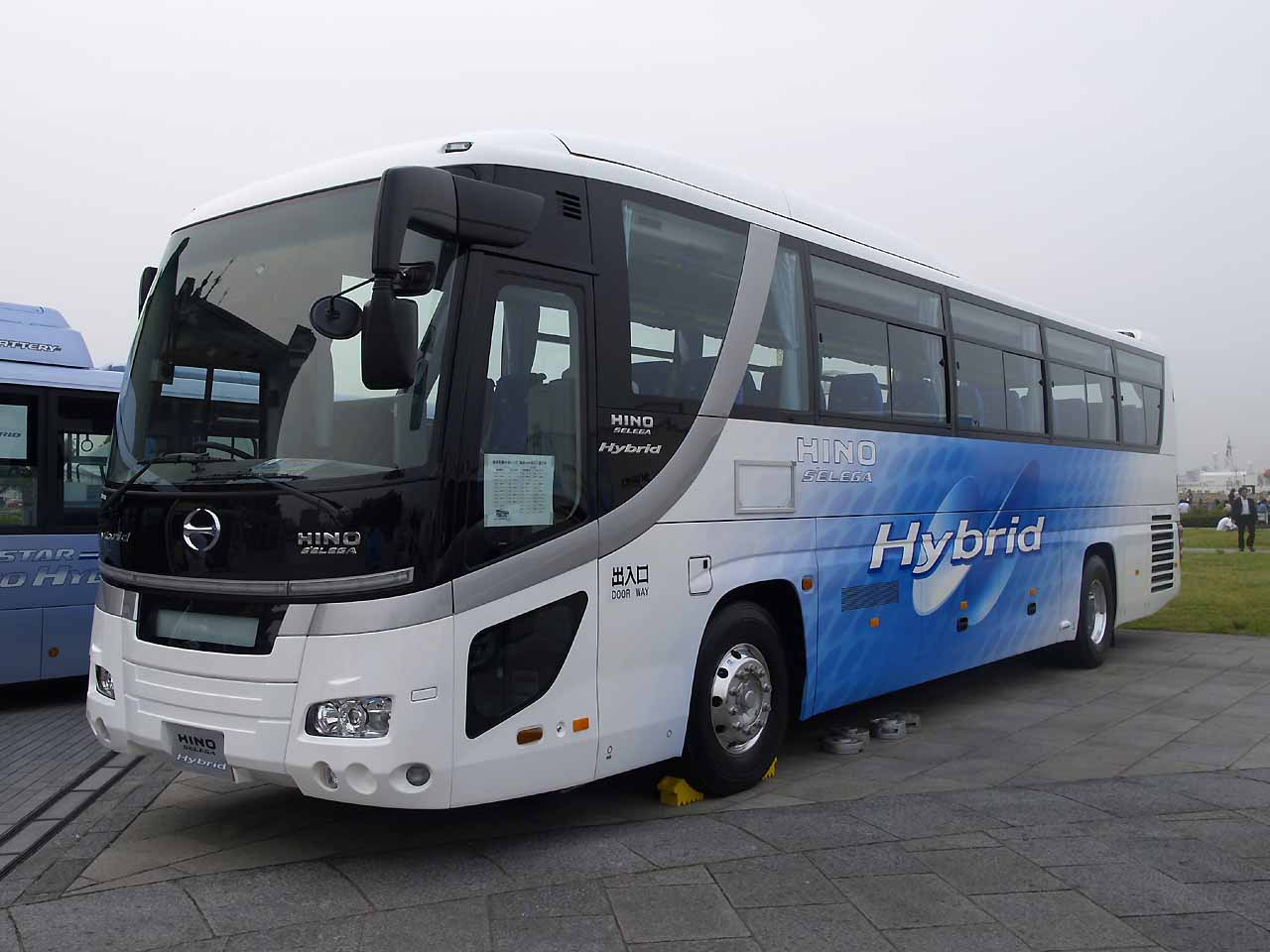
日野・セレガ
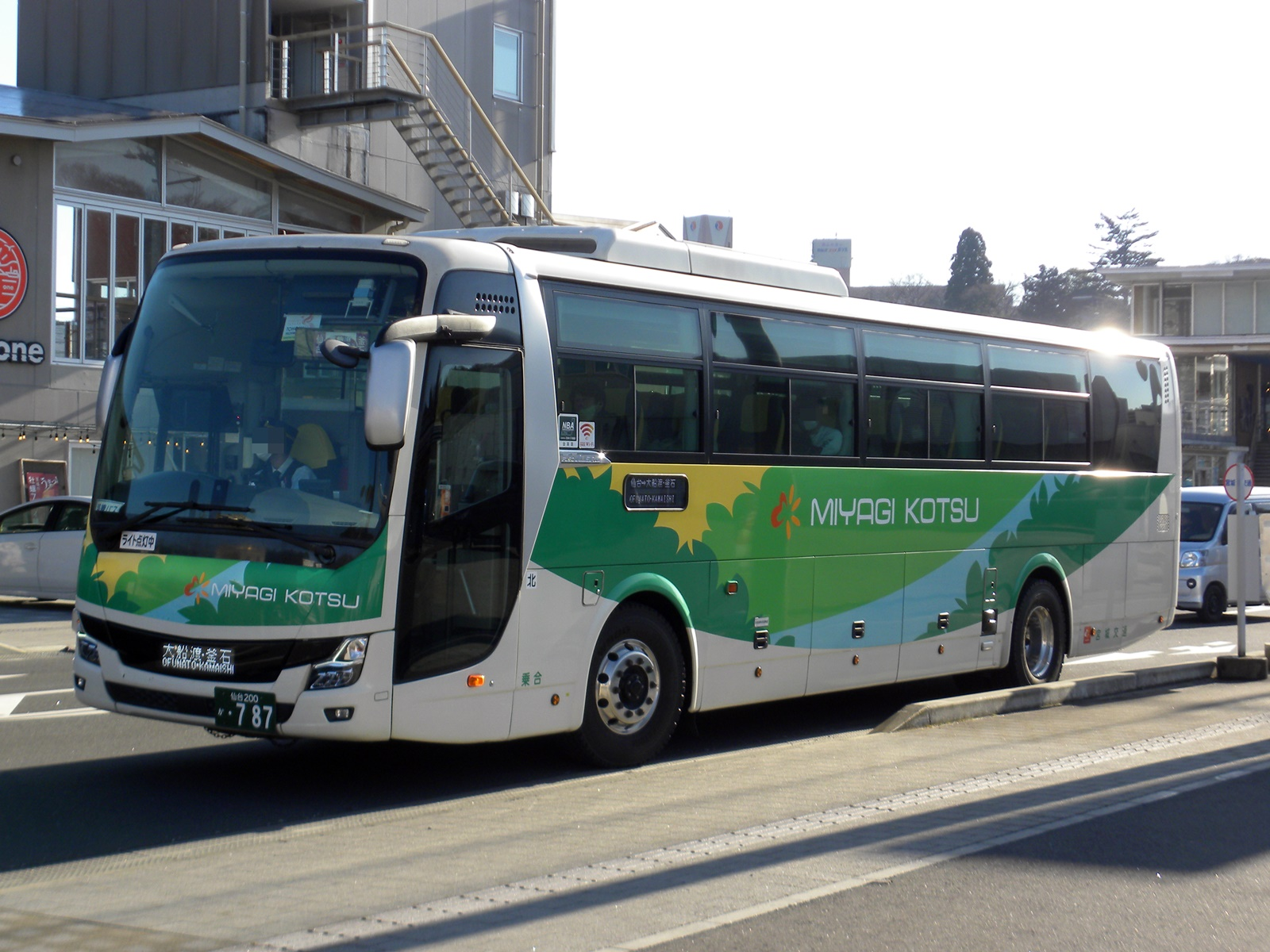
三菱ふそう・エアロクィーン

#### 中型車
全長9m、車幅2.3 - 2.5mのバスで、2019年現在はジェイ・バスのみが製造している。小口の貸切向けなどに用いられている。大型車の全長を9mに短縮した車種（大型ベース車）は主にセレガハイデッカーショート、ガーラHD-9、エアロエースショートタイプMMがある。車幅2.3mの中型専用車種はエアロミディMK（2007年で生産中止）、メルファ、ガーラミオが製造されている。近年は居住性改善のため大型ベース車を導入する事業者が多い。高速道路料金は乗車定員が30名を超えると特大料金が適用されるため、大型ベース車や中型専用車種を問わず、客席を7列として最後部列を3人掛けまたは4人掛けとして、補助席をとりつけず乗車定員を29名以下にしている車両（高速料金は大型料金が適用）も多い。最後尾席が5人掛けや客席が8列の車は乗車定員が30名を超えるため高速道路料金は特大料金が適用される。

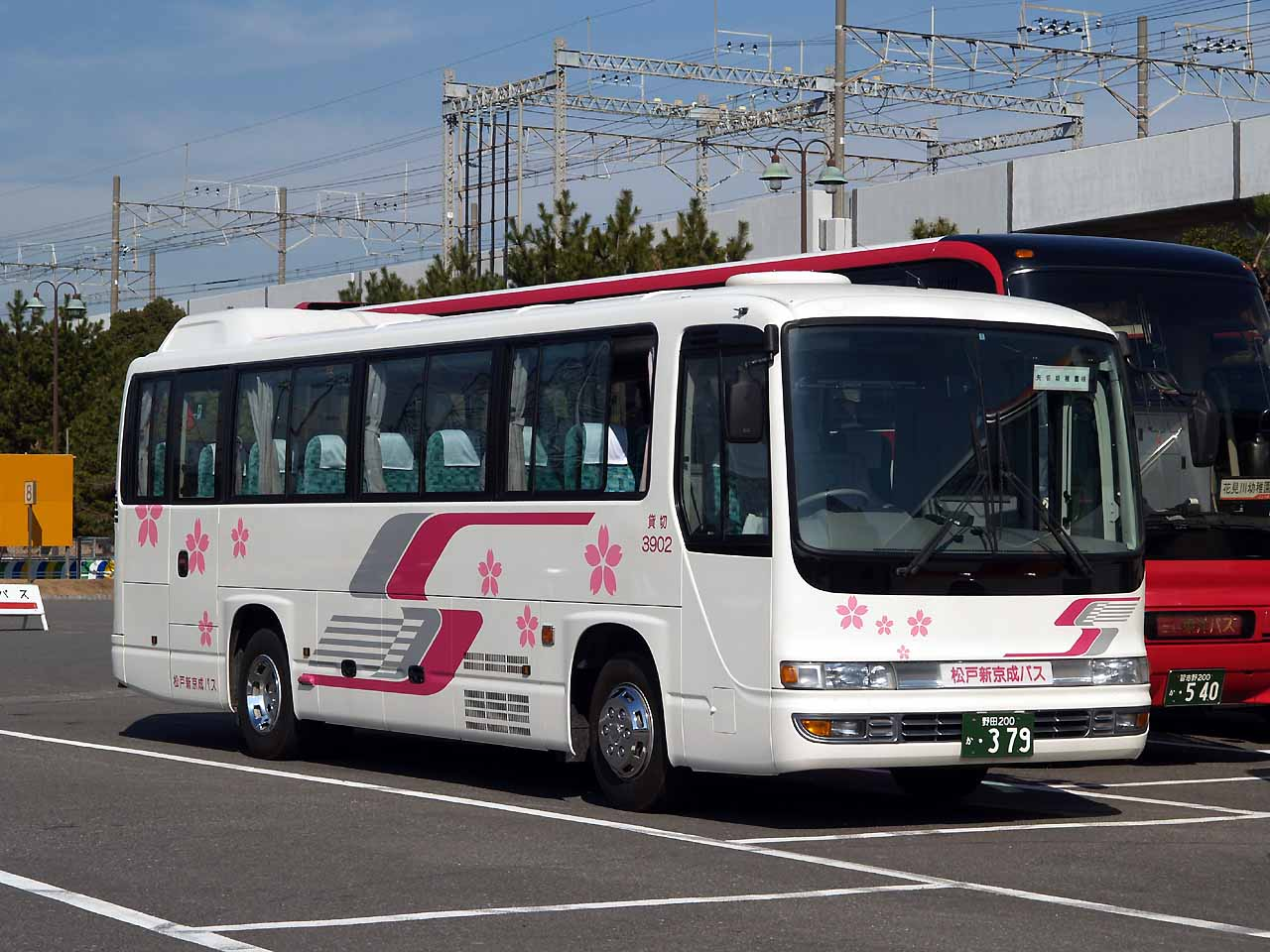
いすゞ・ガーラミオ
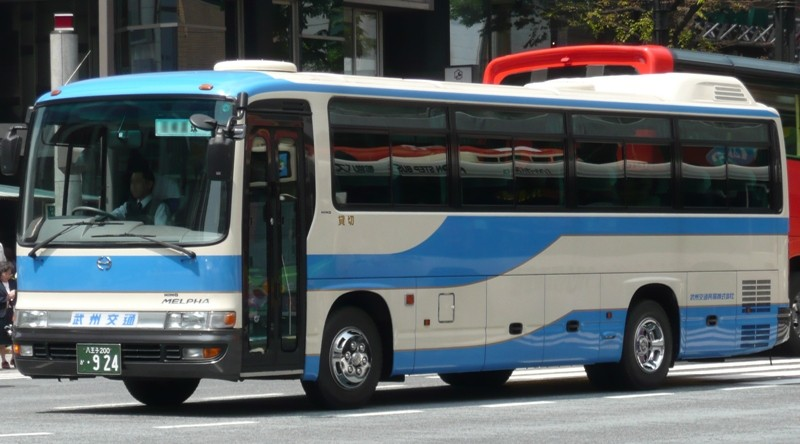
日野・メルファ

#### 小型車
全長7m、車幅2 - 2.3mのバスで、大半はマイクロバスに分類される。観光用は、車幅2.3mの中型車の全長を7mに短縮したエアロミディMJ、メルファ7、スペースランナー7を用いることが多い。これらは中型車と同様にハイデッカーで床下トランクを備えるものがあるが、マイクロバスの要件（車両総重量8t未満、定員29名以下）を満たすことで高速道路料金は中型が適用される。ただし、同じ車種でも個体によっては車両総重量や定員がマイクロバスの要件をオーバーして、高速道路料金は大型の適用を受ける場合もある。車幅2mクラスは日野・リエッセがある。現在、このクラスは全車種とも製造が打ち切られているので、所有する事業者は減少しつつある。
- 日野・リエッセII

### 2階建てバス
客席が1階と2階の双方にあるバス。詳しくは2階建てバスを参照。

### トレーラーバス
牽引自動車型バス。詳しくはトレーラーバスを参照。

## 動力源

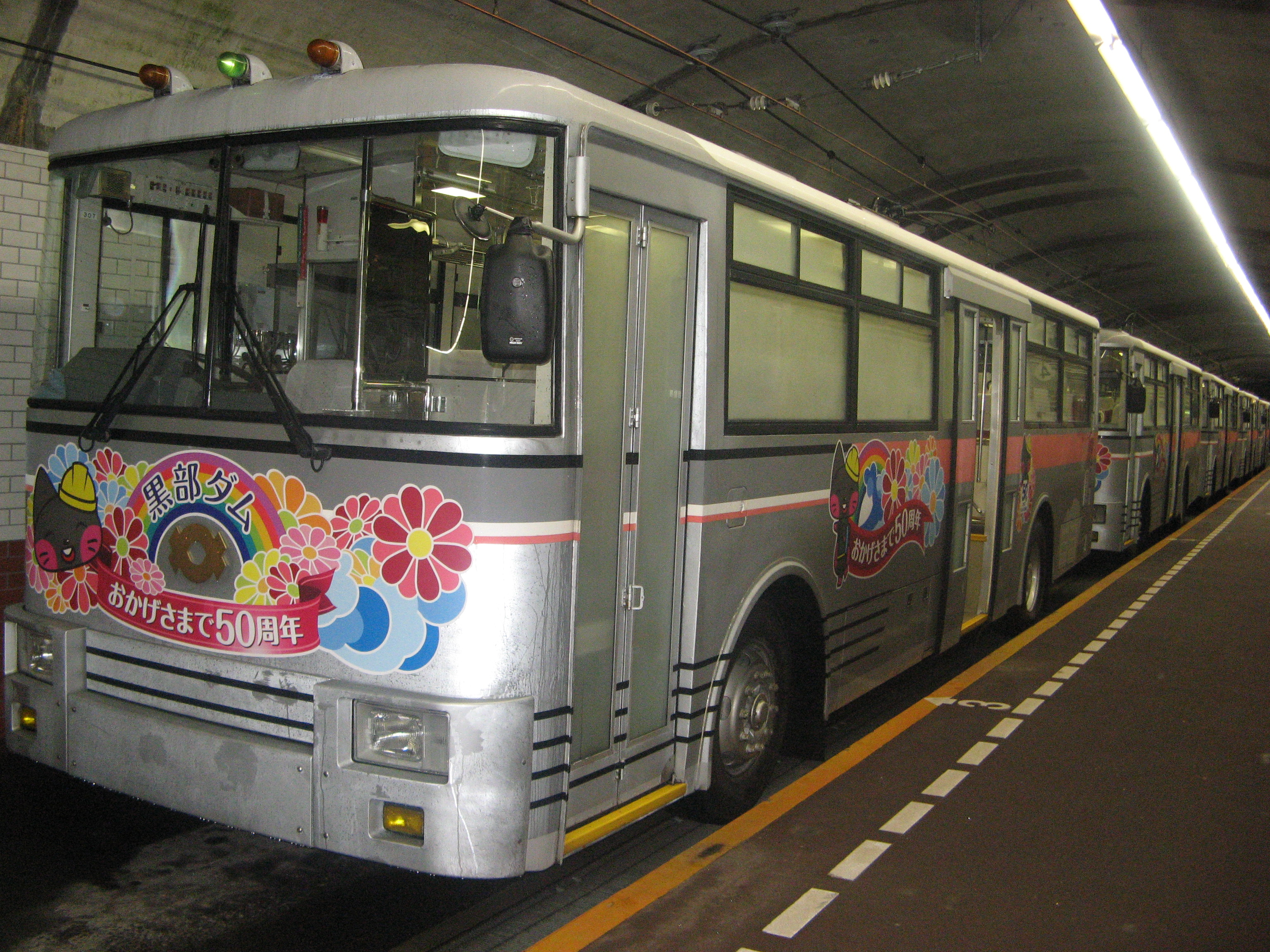
黒部ダムで2018年まで運行されていた関電トンネルトロリーバス

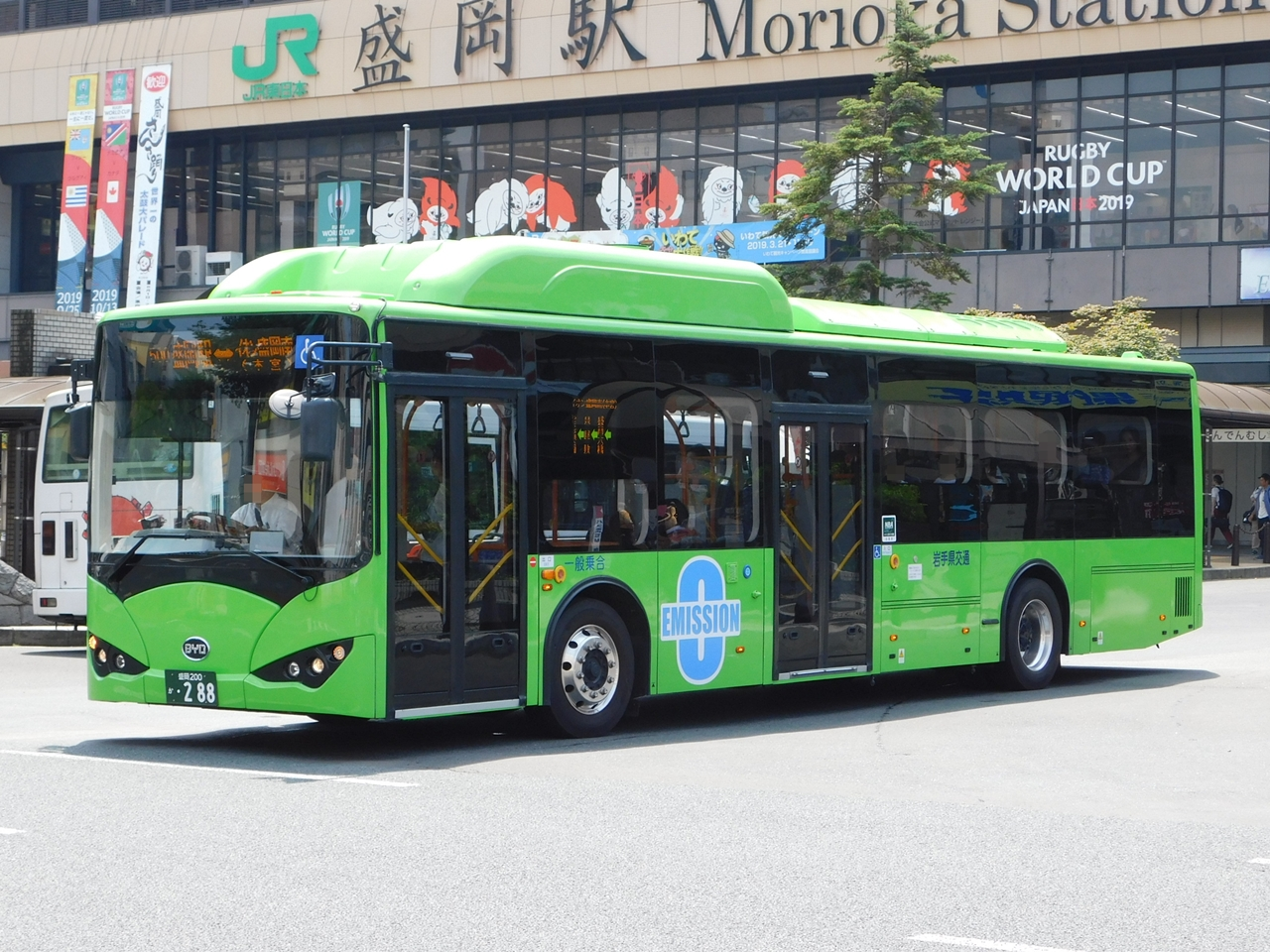
電気バス（岩手県交通）

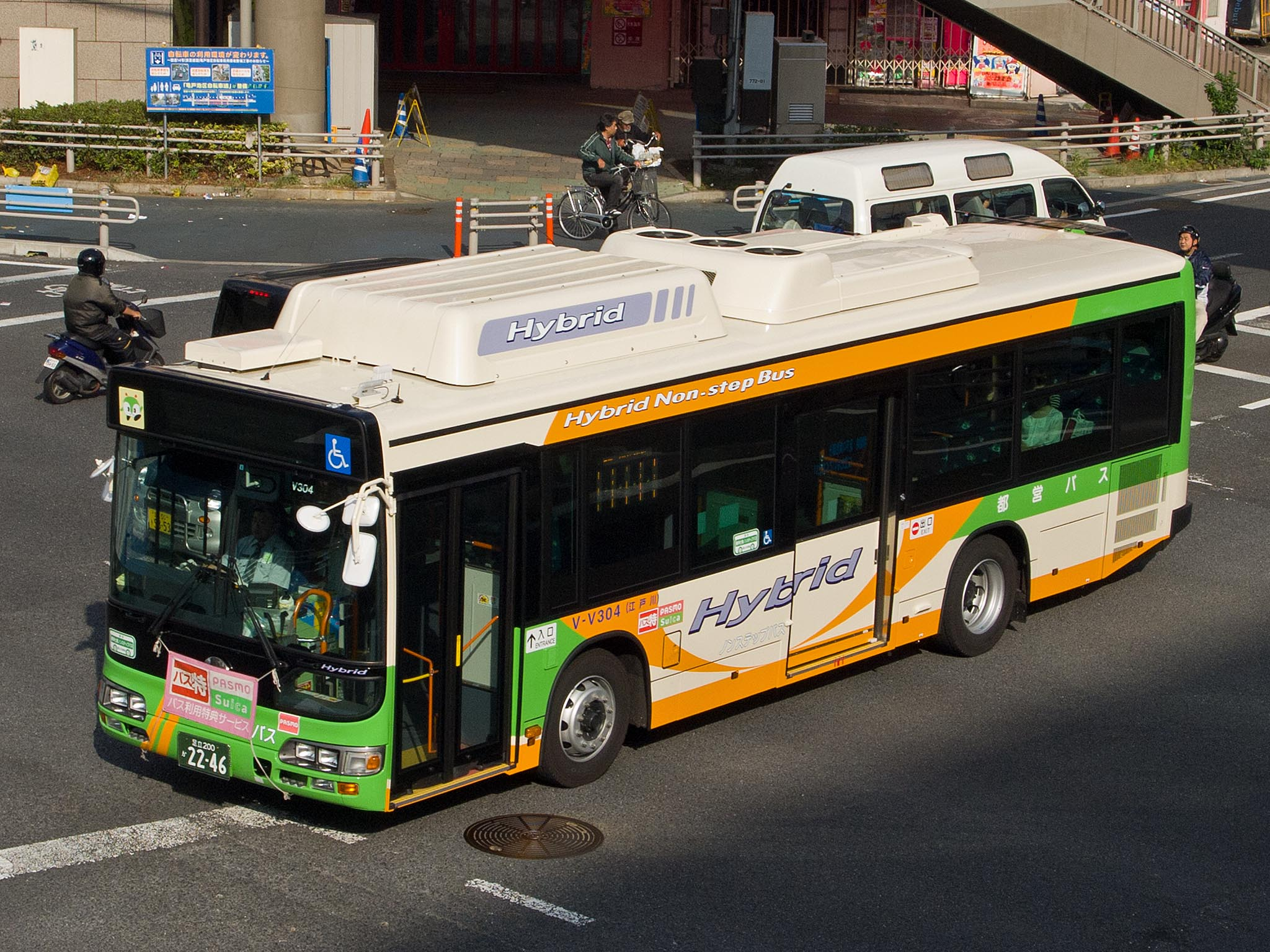
ハイブリッドバス（東京都交通局）

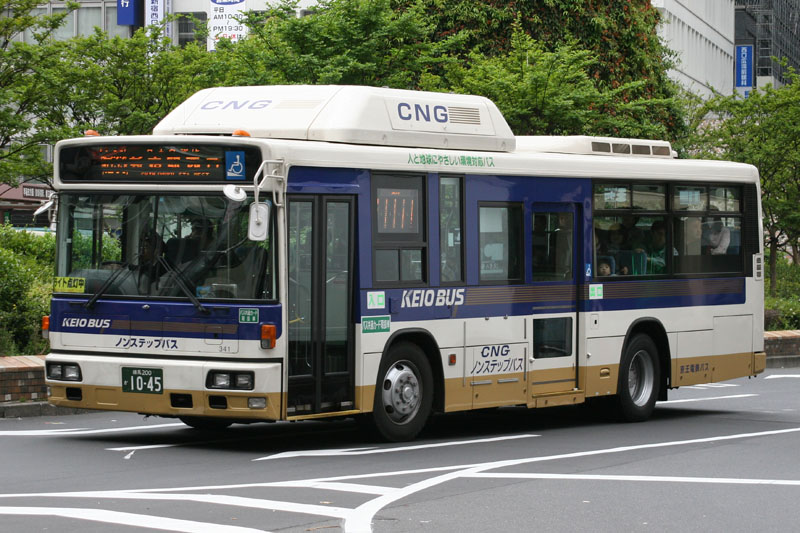
CNGバス（京王バス）

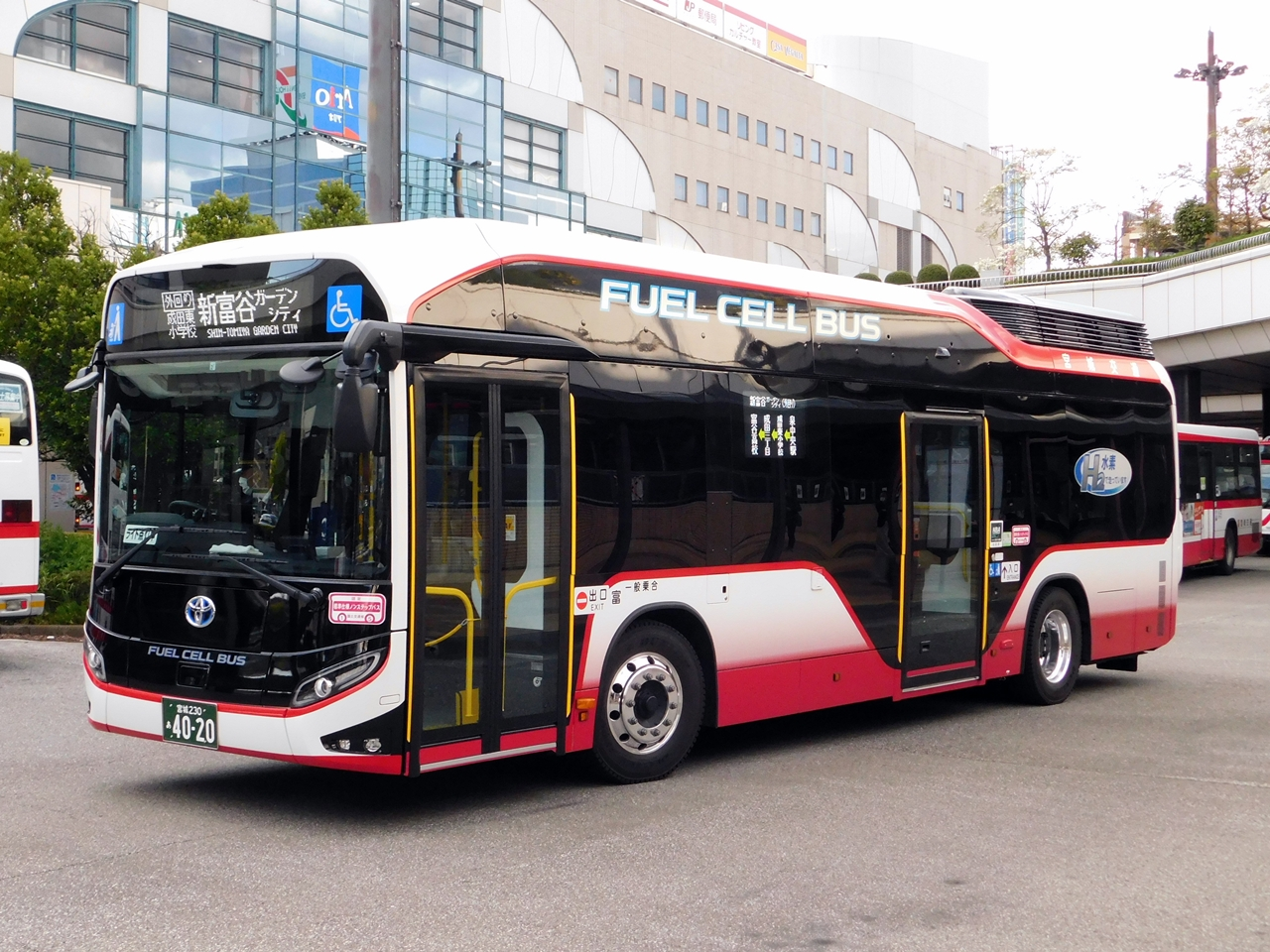
燃料電池バス（宮城交通）

### 化石燃料
多くは内燃機関を用い、軽油ないしはガソリンなど石油精製物を使用する場合が多い。小型のものにガソリンエンジンとLPGエンジンが見られる他はディーゼルエンジンがほとんどである。

#### 代用燃料
日本では、石油燃料が統制された太平洋戦争中、戦後の混乱期に、薪を乾留（蒸し焼き）する「炉」を装備し、そこで発生したガスを燃料に用いた、通称「木炭車（代燃車とも）」の例がある。
始業の数時間前から薪をくべ、ガスを集めなければならなかったうえ、ガソリンに比べ十分な出力が得られず、上り坂で立ち往生してはそのたびごとに乗客総出で後押をしたなどの逸話が多く残っている。代用燃料車はバスに限らず多くの自動車に用いられたが、化石燃料の供給が安定化して行くなかで廃れていった。

### 電気
太平洋戦争中、戦後の燃料事情の悪い時期には蓄電池を使った電気バスが用いられたが、やはり、燃料事情の改善に伴い衰退した。しかし2010年代になるとリチウムイオン二次電池の性能向上から再び登場し、運行されている。
また、道路上に張られた架線から電気を取り入れ、電気モーターを駆動するトロリーバスは、日本では長大トンネルと急勾配を擁す黒部ダムを除き、経済性の面でディーゼル車に取って代わられたが、世界の都市部では広く普及している。これらは構造と外観はバスであるが、日本の法規では無軌条電車という鉄道車両として扱われる。

### ハイブリッド / 代替燃料
近年は排出ガス規制の強化から、ハイブリッド、CNG、エタノールエンジンの実用化が本格化しており、FCEVの開発も進んでいる。常温での液化が困難な天然ガスは容量を確保するためにタンク容積を非常に大きくする必要があり、CNG車やFCEV車での低床化は必然的にタンクが屋根上架装となり、不必要な車体補強や、重心の上昇を抑えるため、軽量なカーボンファイバー製タンクが用いられている。インフラストラクチャー面でもエコ・ステーションなどの増設も進んでおり、徐々にではあるが、普及しつつある。
ハイブリッド車はディーゼルエンジンと電気モーターの組み合わせが一般的である。

#### 水素
2009年4月3日、東京都市大学（旧武蔵工業大）は、日野自動車の協力で、水素燃料を活用した水素燃料エンジンバスの開発に成功したと発表した。大気汚染原因物質である窒素酸化物 (NOx) や二酸化炭素 (CO2) をほとんど発生しない環境対応バスとして普及拡大が期待されており、すでに日本自動車研究所の技術審査に合格、水素燃料バスとして日本で初めて公道走行を可能にした。多くの公共バスが使用するディーゼルエンジンは、NOx排出が環境上大きな問題であるが、水素燃料バスは発生量を約90分の1にまで低減し、CO2を排出しない。
- 水素燃料エンジンバスの仕様概要
  - ベース車両: 日野・リエッセ（排気量: 4,728cc）
  - エンジン型式: 直列4気筒予混合火花点火式水素エンジン
  - 最大出力: 105 kW (145PS) /3000rpm
  - 最大トルク: 350Nm/2000rpm

## 運転方法/システム

### 通常方式
通常の自動車の構造で、運転手の操作による運転。

### ガイドウェイ式

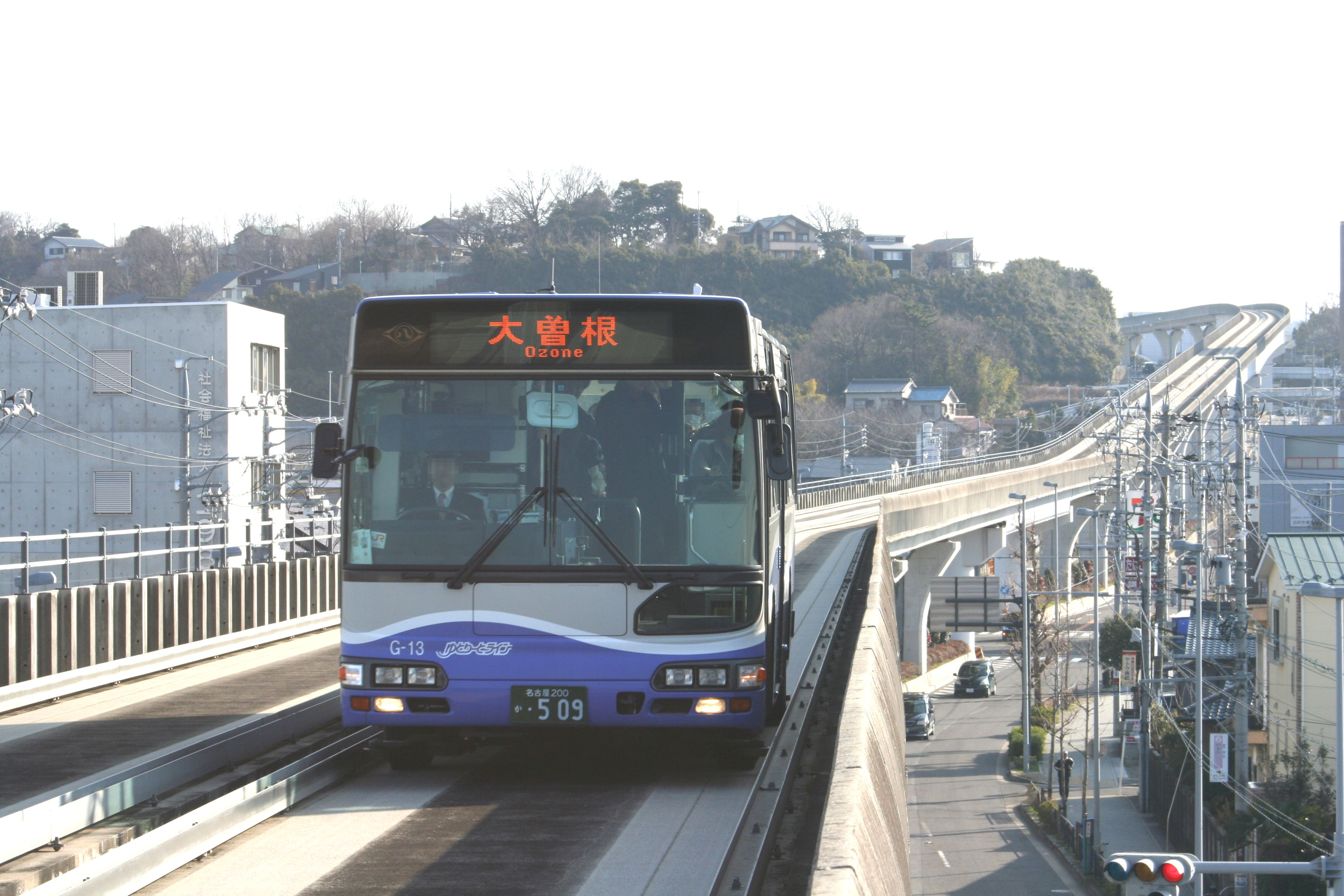
ガイドウェイバス（名古屋ガイドウェイバス）

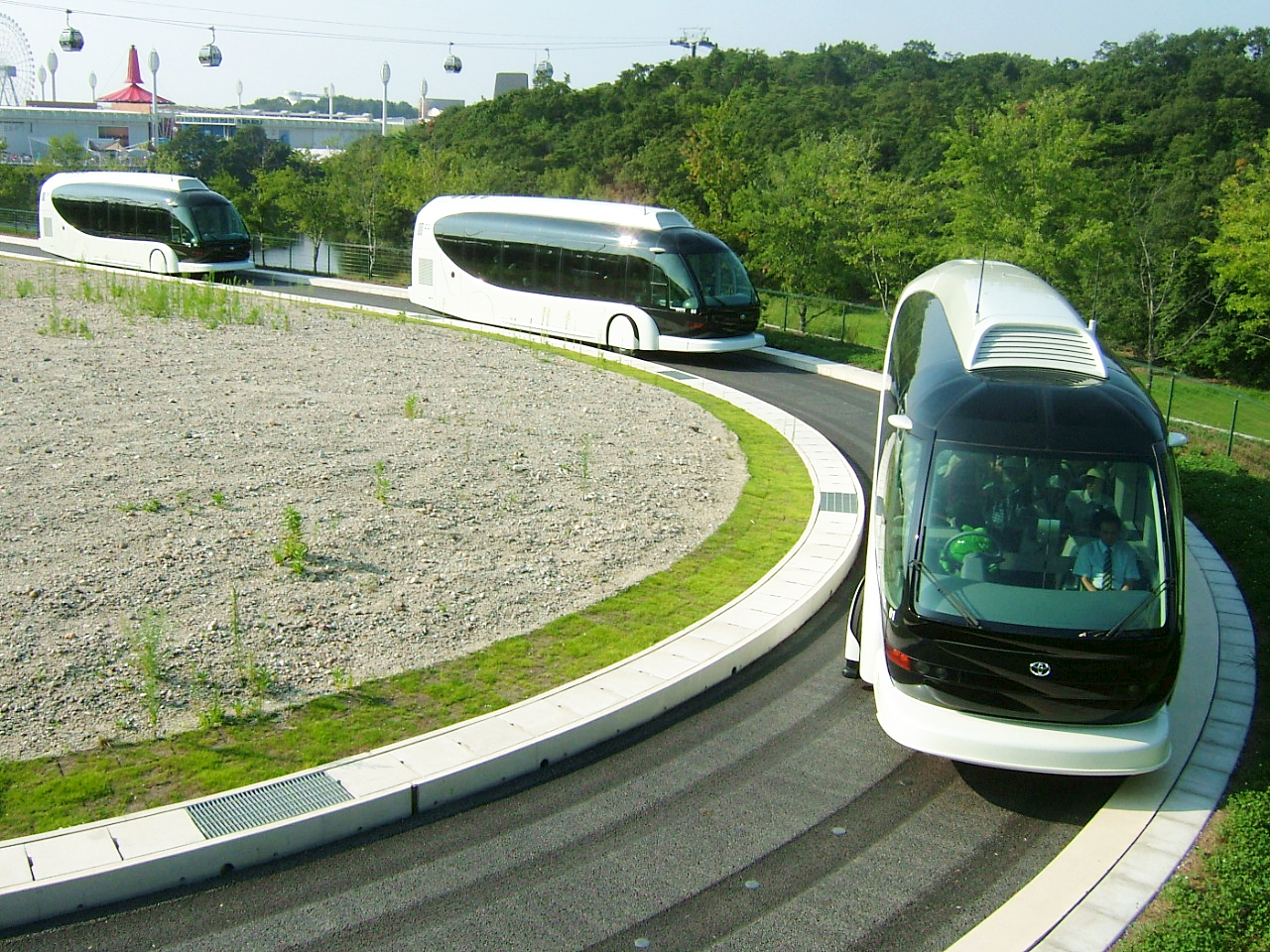
トヨタ・IMTS（愛知万博）

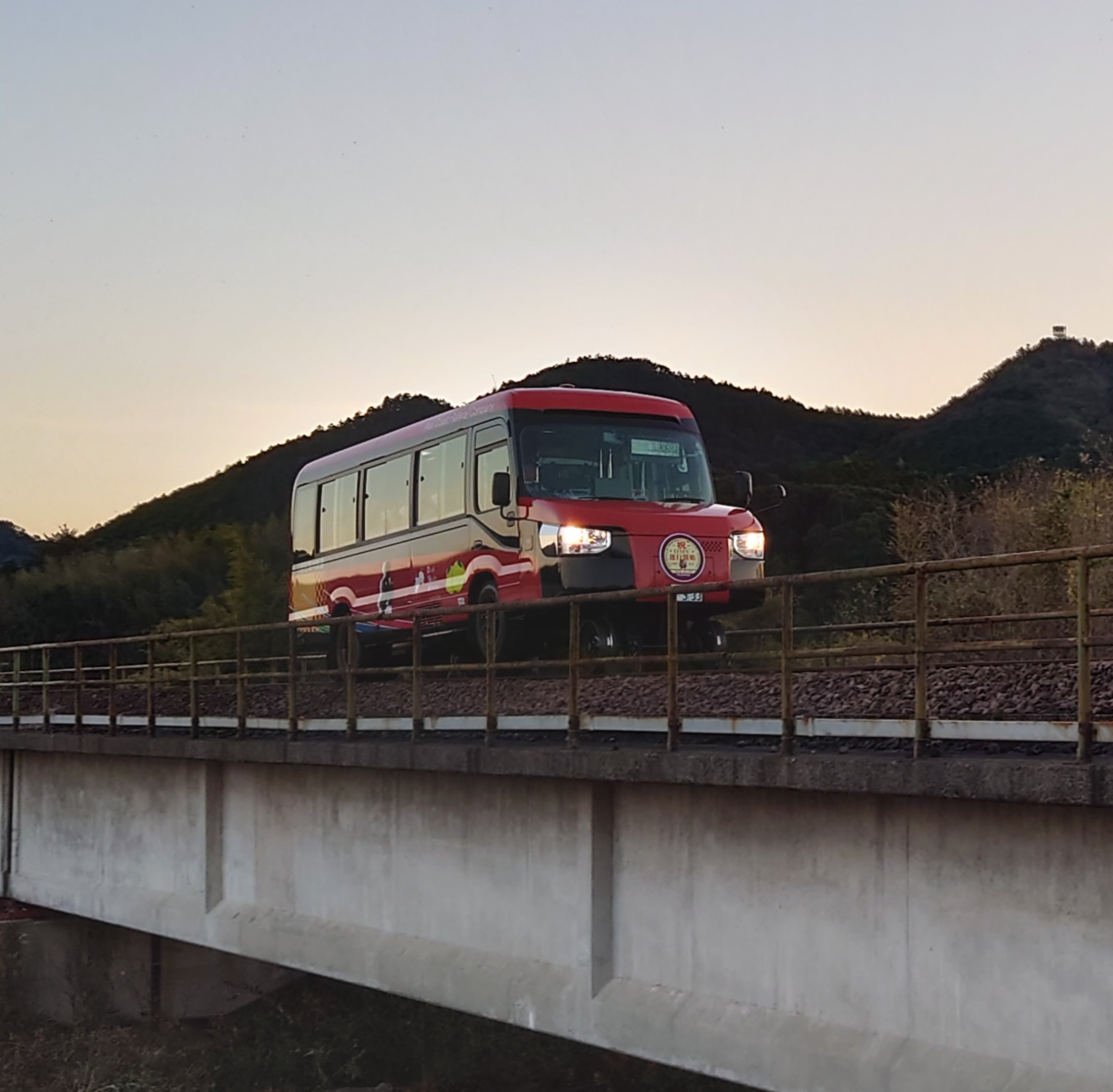
DMV（阿佐海岸鉄道）

通常の運転操作のほか、何らかのガイドにより、新交通システムや、路面電車、鉄道車両のような運転を可能にしたもの。ガイドウェイ区間の運転方法には、手動と自動とがある。

#### ガイドウェイバス
一般のバスの特徴に加え、専用軌道を案内装置の誘導で走る（ハンドル操作が不要）ことのできるもの。日本の法規上では専用軌道走行時は鉄道車両として扱われる。

#### IMTS
ミリ波レーダー、路車間、車車間通信と、路面に埋め込まれた磁気ネイルによって走行する、国が提唱するITSの自動運転と同様のシステム。専用路では、発進、停止、10台程度の隊列走行などが無人で行える。
一般道路上では、通常の有人運転により、バスとして運行が可能とされる。鉄道の定時性や輸送効率、バスのフレキシビリティーなど、双方の長所を融合させた交通システム。日本の法規では専用軌道走行時は鉄道車両として扱われる。現在は試験段階。

#### デュアル・モード・ビークル
道路と鉄道の鉄軌道の両方を走行する機能を備えた車両。1963年に国鉄が、鉄道末端区間でのバスとの乗り換えを解消する目的で、アンフィビアン（両生類）バスの名で試作したが、重量過大などから実用化はされなかった。2004年からJR北海道が実用化に向けて試験していたが、経営上の理由から2015年に終了となった。これを阿佐海岸鉄道（徳島県）が採用し、路線末端区間での軌道・道路直通運行を2020年より開始することで実用の日の目を見ることとなった。

## エンジン位置
日本におけるバスの自動車検査証の「車体の形状」欄は、「ボンネット」「キャブオーバ」「アンダーフロア」「リヤーエンジン」の何れかとなる。

### フロントエンジン
黎明期の自動車ではエンジン位置や動力伝達方法はさまざまであったが、速度や重量の増加に伴い、一旦はフロントエンジンリアドライブ (FR)へと集約されていく。バスが馬車から自動車へと変わった後も、長らく、エンジンの位置は車両前部で駆動輪は後輪であったが、これは、バスがトラックのはしご形フレームのシャーシを利用して車体を架装していたことに由来する。その後、前輪駆動が小型の乗用車から主流となってきたが、バスにおいては少数派である。

#### ボンネット

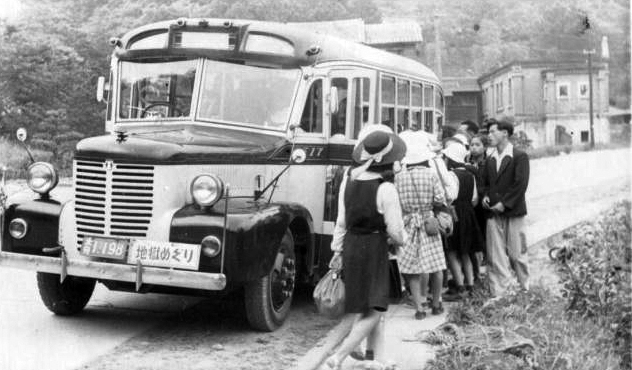
別府温泉の地獄めぐりに使われるトヨタ・ボンネットバス（1950年代）
初代B型エンジン搭載のHB型、またはLB型シャーシと思われる。

ボンネットバスは運転席や客室の前方外側にエンジンを縦置きし、後輪を駆動する方式である。日本では1950年代までバスの主流であった。ほぼすべてのバスがボンネット型であった時代にはこの呼び方は無く、キャブオーバーやリアエンジン車の台頭と共に、それらとの区別のために呼ばれるようになっていく。
客室から独立したボンネットは、エンジンの点検や整備が容易であり、騒音源が客室と離れている利点がある。しかし、長いプロペラシャフトが音振（おとしん）で不利なことや、車両の全長に対し、有効床面積が少ないことが欠点であった。
リアエンジン車に駆逐され、日本国内では1960年代に急速に数を減らし、1971年に生産を終了した。近年では、レトロな外観が人気を呼び、レストレーションの後、観光用の路線バスとして運行されているものもある。また、これらのクラシックバスとは別に、やはり集客用として新たに作られたものもあり、マイクロバスやトラックのシャーシにボンネット付きの車体を架装したレトロ調バスのほか、キャブオーバー型のマイクロバスに形だけのボンネットを付けた似非ボンネットバスも見られる。
アメリカでは大型トラックなどに見られるようにボンネット型が好まれる傾向もあり、ボンネット = 旧式のイメージは少なく、コルゲート（波板）ボディーのスクールバスなどで知られるブルーバード (Blue Bird Corporation) で、キャブオーバー型と共に生産が続けられている。

#### キャブオーバー

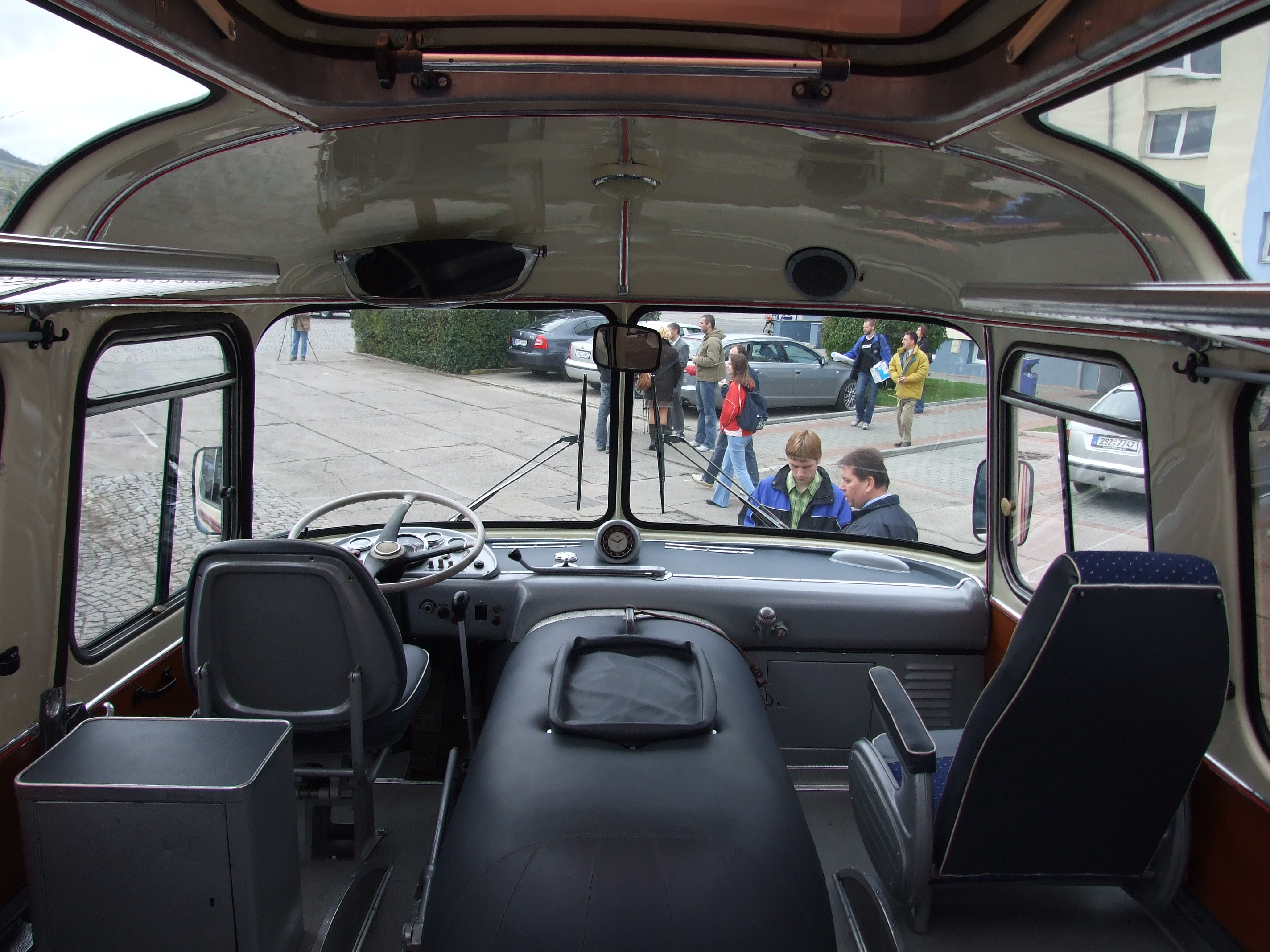
キャブオーバー車の室内
中央の膨らみがエンジンカバー
シュコダ 706 RTO LUX

エンジンの位置やドライブトレーンはボンネット型そのままに、大きな技術革新を伴わない進化として、トラック同様にキャブオーバータイプが登場した。
これは、車体形状のみを見直し、室内空間を拡大したもので、車体全長あたりの有効床面積はやや拡大する。しかし、カバーに覆われただけで客室に鎮座するエンジンは、騒音や油臭(現在ではブローバイガスの大気放出は禁止されているため、室内への進入は解消した)、温度の上昇などの問題もひき連れてきた。大型車ではエンジンは床上に大きく張り出す格好となり、エンジンカバーはあるものの、室内への騒音進入や温度上昇は避けられず、居住性、快適性では不利であった。
また、縦置きエンジンでは、重量配分の関係から、車体に対し前車軸が前進する格好となり、フロントオーバーハングが短くなるため、構造上、前扉（トップドア）とすることが難しい。以前のイタリアではエンジンを運転席の下にオフセットして配置し、前扉とした例がある。また、イギリスのAECルートマスターは左側には客室が無く、ボンネットが露出している。
一方、運転席が車体前端に移動したことで、見切りがよくなり、全長に対するホイールベースの比率が短くなることから、取り回しが楽になる長所もある。
世界的にはトラック用フレームをベースとしたキャブオーバー車が多数生産されており、日本製エンジンも多く搭載されている。堅牢であることと車体架装が楽なことから、特に途上国では主流である。スペースフレーム（スケルトン）でも少数が生産されているが、フレームレスモノコック車体では、モノコック式の終焉と共に過去帳入りしている。
日本国内に限ると、はしご型フレームを用いるマイクロバスでキャブオーバー型が主流となっているほか、同様に、トラック用フレームを利用する、採血車、レントゲン車、放送中継車、馬匹運送車などにも見られるが、旅客用の大型車は現在では生産されていない。

#### 前輪駆動 (FF)

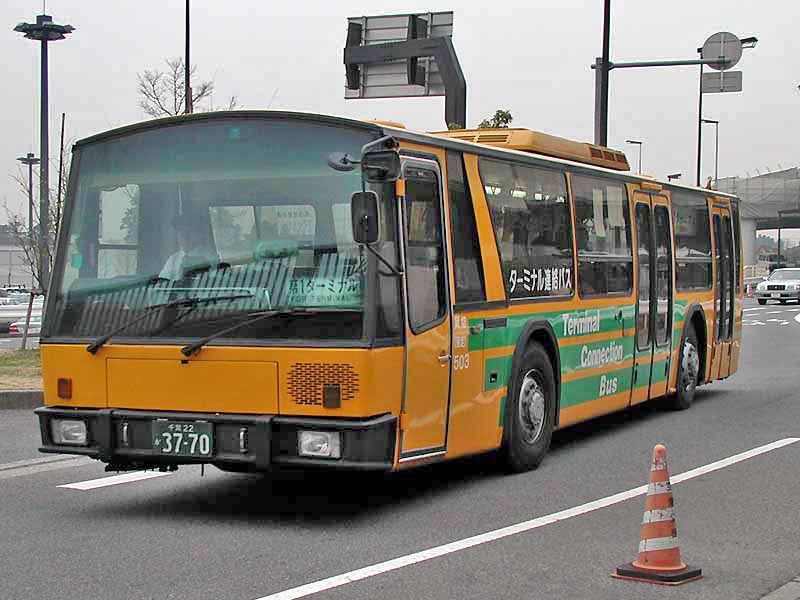
前輪駆動のネオプラン・N912型 サンライナー
（成田空港交通）

ネオプランのランプバスなどに見られる、横置きエンジンによる前輪駆動車。ドライブトレーンはすべて前軸付近に集約されるため、床は車両最後端まで平らで低く、背面に乗降用の扉を設けることも可能。運転席の後ろに大きなエンジンルームがあるため、通常、最前部は客室として使われず、前扉とその他の扉との行き来もできない。非常時には、エンジンルームを乗り越えて移動する。
コミューターバスなどに用いられる輸入小型シャーシは乗用車やライトバンのコンポーネントを流用したFF方式となっている。

### センターアンダーフロアエンジン
車体中央床下に水平シリンダーエンジンを搭載し、後輪を駆動するミッドシップ (MR)レイアウトのバス。床下にエンジンがあるため、デッドスペースを完全に解消し、車体寸法の大部分を客席にすることができた。しかし、エンジンの整備性がやや悪いこと、フロントに置かれたラジエターとの間の冷却水配管が長くなること、室内の雰囲気温度が上昇すること、ブローバイガスによる油臭(現在では解消した)などが問題として残った。
大型バス用としては少ないが、1960年代の日野・ブルーリボンシリーズや、ボルボ-富士重工のB10M型（アステローペシリーズ、連節バス）などに例がある。

### リアエンジン
リアエンジン (RR)方式はエンジンを車体最後部に配置し、室内空間を拡大したものであるが、狭いスペースに適したドライブトレーンの設計や冷却気の流れなど、克服すべき技術上の課題が多く、ドライブトレーンのレイアウトとしては遅い、1939年の登場となった。同時にフレームレスモノコック構造の車体と横置きエンジンが採用され、北米で爆発的に普及した。
1960年代以降、路線バス用として、水平シリンダー型エンジンを採用したリアアンダーフロアエンジン方式が登場する。この方式は縦置きのままエンジン直上まで座席を設けることができるため、ひな壇を最小限とし、室内空間を拡大しながら横置き直立エンジンに比べドライブトレインのコストを抑えることが可能となり、トヨタ、三菱ふそう、2ストロークエンジン時代の民生・日産ディーゼル（共に直立シリンダー型）を除く各社が採用し、その後の主流となる。
しかし、後述するノンステップ化の要求により、床下にエンジンを設けることが出来なくなり、直立シリンダー型の横置きエンジンへと一時的に移行した。(1997年 - 2005年)
現在は縦置きのままエンジン直上まで座席を設けることのできるノンステップが2000年頃に開発され、現在主流となっている。

## 床構造

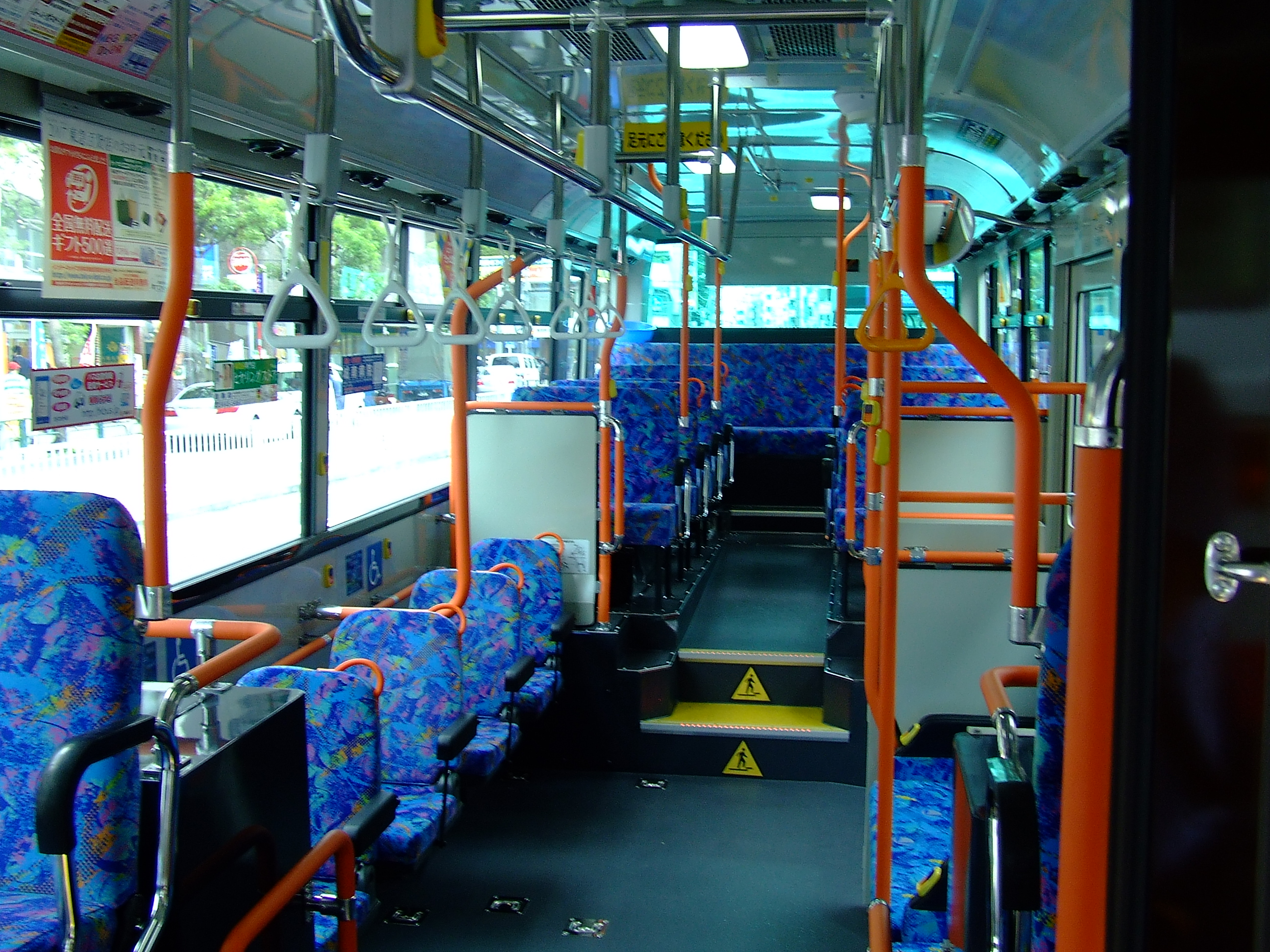
ノンステップバスの車内

### 従来型
大径タイヤと2段の出入り台（ステップ）を持つ。

### 低床型
ワンステップバス、ノンステップバス、低床バスと呼ばれるもの。
床下にはエンジン、変速機、懸架装置があることから、床面高さを下げることは困難とされてきたが、車体最後部に直立シリンダーのエンジンを横置き搭載するなど、配置を工夫することによって、床高さを下げ、乗降口ステップの段数を減ずるか、完全に廃したもの。
ノンステップ車では、車椅子での利用を考慮し、乗降時のみ空気ばねの操作により車体を傾斜または下降させ、さらに乗降口高さを下げる「ニーリング (kneeling)」機構を備える。バリアフリーの進展により、欧州で広く採用され、近年、日本でも導入が活発化している。

### ハイデッカー、ダブルデッカー
低床とは逆に、客席床をかさ上げすることにより、タイヤハウスの張り出しを無くし、視界を良くしたものを「ハイデッカー (High decker)」「高床車」という。また、さらに床を高くしたものは「スーパーハイデッカー (Super High decker)」「超高床車」と呼ばれる。出入り台（ステップ）の段数は、ハイデッカーでは3段、スーパーハイデッカーでは4段というのが一般的。主に観光用、高速路線用として導入される。
一階部分も座席としたものは「ダブルデッカー (Double decker)」「2階建てバス」と呼ばれるが、これらは観光用のみならず、ロンドンや香港の路線バスの様に乗車定員を増やす目的のものもある。これらのバスは重心が高いため、転倒を防ぐ運転が要求される。

## ドア配置

### 前扉
車両最前部、すなわち前輪より前のフロントオーバーハング部のみにドアがあるバス。
観光バスや高速バスでは一般的なドア配置。自家用バスや、路線バスでも近距離高速バス、バリアフリー法の適用除外となる長距離路線バスなどにも用いられている。前ドア路線バスは、ほかのドア配置の車との区別の必要から「トップドア車」と呼ばれることもある。
このタイプを路線バスとして使用している事業者には、箱根登山バス、四国交通などがある。箱根登山バスでは、前・中2扉のノンステップ車の導入を進めているが、その場合、前ドアを出入り口とし、中ドアを車いす専用としている。

### 中扉
前輪と後輪の間の車両中間部にドアがあるバス。かつて路線バスにおいて車掌が乗務すること（ツーマン）が一般的であった時代の標準的なドア配置で、運転席と出入口が離れているためワンマン運転の路線バスには適さないが、教習車や、フロントオーバーハングが短いため、最前部にドアを置けないマイクロバスなどでは現在でも使用されている。路線バス用マイクロバスの場合、車種によっては前輪直後にドアが配置され、運転席と出入口を近接させている。
特異な例としては、一部事業者の観光バスで中ドアを乗客専用としている例がある。

### 前・中扉
前方のドアを前輪より前に置き、後方のドアを車両中間部に置く方式。路線バスにおいて現在最も一般的なドア配置。
ノンステップバス、ワンステップバスの場合はほぼこのドア配置で、車両前方から中扉部分までは床面が低く、中扉より後方は床面が高くなっており、車いす利用者は床面の低い部分のみを通り乗降できるようになっている。
また、2階建てバスもこのドア配置が一般的である。
ハイデッカー車やスーパーハイデッカー車では車いす対応車以外あまり見られないが、淡路交通が導入した高速バス車両の一部に前・中扉仕様のハイデッカー車が存在した。

### 前・後扉
前方のドアを前輪より前に置き、後方のドアを後輪より後ろに置く方式。かつて路線バスにおいて、前・中扉と並んで広く見られたドア配置。
現在では、低床化に対応できないため、ほとんど製造されていないが、近郊・長距離路線バスや関西圏においては標準的なドア配置であった。
神姫バスでは、この扉配置の三菱ふそう・エアロスターノンステップバスの試作車を導入しているが、後輪ホイールハウス間の通路が狭く、車いすには対応していない。

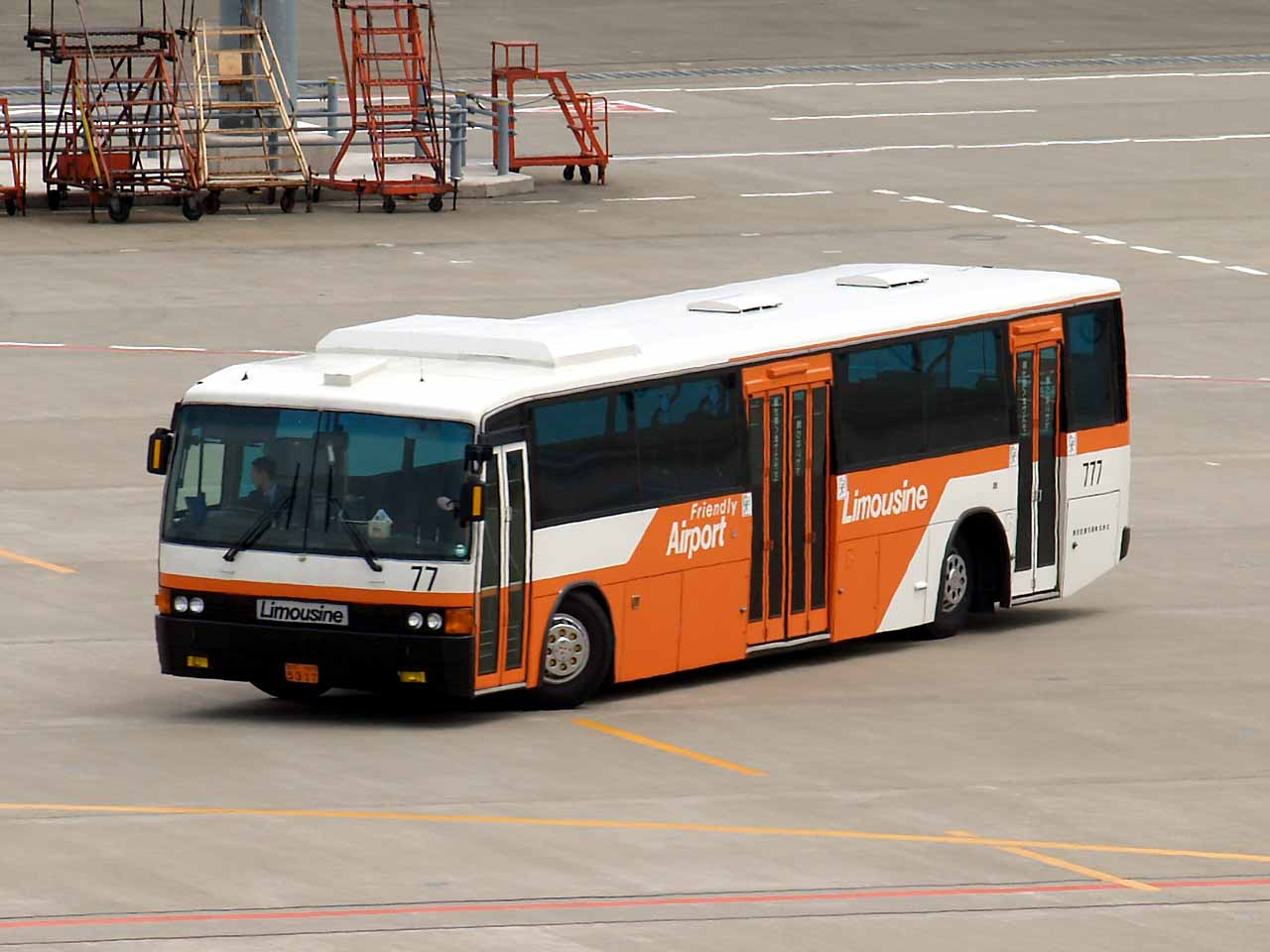
東京空港交通のランプバスに用いられる3扉車

### 3扉
乗降時間の短縮を目的とし、前・中・後の3ヶ所にドアを設けたバス。
前後扉車と同様、低床構造と後ろ扉との相性が悪いうえ、前・中の2扉でも、中ドアをワイドドア（両開き4枚折戸）にすることで、ある程度の乗降時間の短縮が可能であり、経済性から、そちらに移行する事業者が増えた。低床化が進んだ事により、現在ではほとんど製造されていない。
また一部事業者では、前・中扉と前・後扉の車輌を用いている地域間で車輌を共有するため、3ドア車を導入した事例もある。

## 車体構造

### ラダーフレーム
はしご型フレームにボディーを載せた構造で、両者は分離が可能である。エンジン、トランスミッション、サスペンションはフレームに支持されており、フレーム単独での走行も可能で、ボディーはそれらに関する応力は負担しない。フレーム、ボディー共に設計自由度が高く、多様なデザインに対応できる。車体は木骨鋼板張りから全鋼製へと発展している。
開発途上国でトラック用のシャシに現地製の車体を架装したものが多く見られるが、現在の日本国内では主にマイクロバスが採用しており、大型車では旅客用としての需要はほとんど無く、車体全長にわたって屋根のないFUKUOKA OPEN TOP BUSのほか、レントゲン車、馬匹輸送車に見られるのみとなっている。

### モノコックボディー

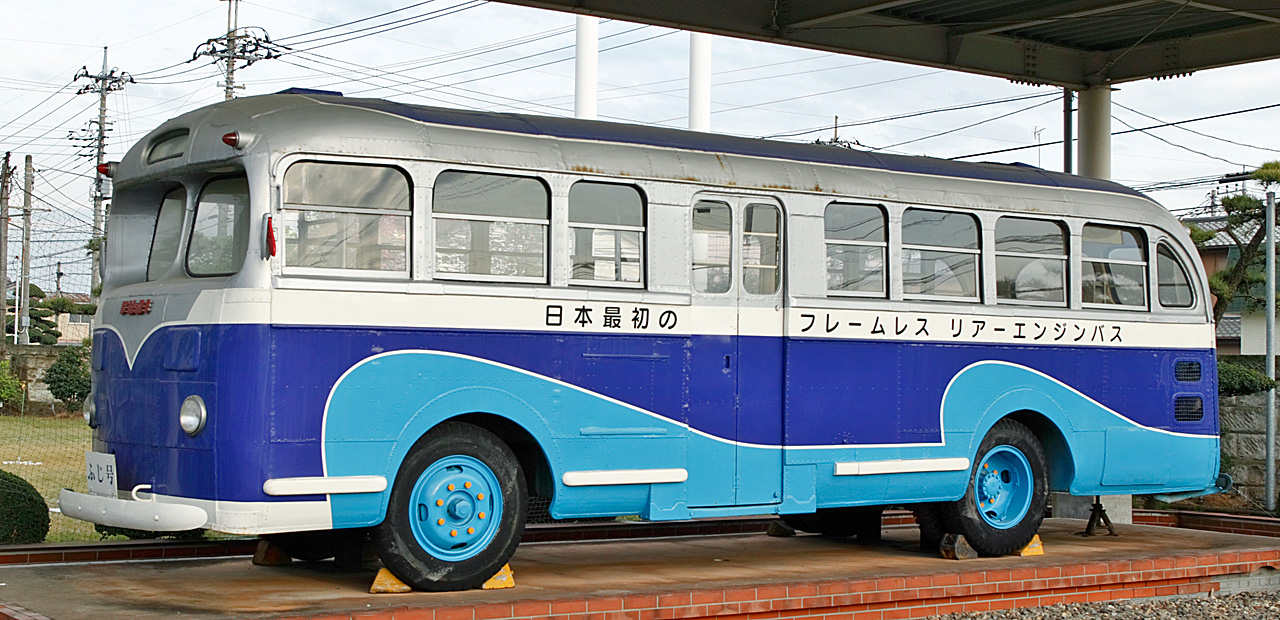
日本初のフレームレスモノコックボディーを採用した「ふじ号」
富士TR014X-2・民生KD2エンジン

航空機の機体構造をバスボディーに応用したもので、航空機技術が飛躍的に発展した1930年代末のアメリカで考案された。桁と外板、外板同士の接合には「リベット」が使われており、強い張りを与えられた「皮」で応力の大部分を負担する。軽量を維持し、強度と剛性を確保するためには、丸みを帯びた外観と、開口部が少ないことが必須となり、他の構造に比べ、設計やスタイリングの自由度は少ない。
日本では敗戦後、軍需産業を営む他の企業と同様、GHQの命により、旧中島飛行機も会社の解体と航空機の製造を禁じられた。その内の東京富士産業（後の富士重工業、現スバルカスタマイズ工房）は、生き残りをかけた民需転換を模索する中で、航空機技術を活用したバスボディーの開発に乗り出した。1949年（昭和24年）に、日本初のフレームレスモノコックボディを採用したふじ号を完成させ、以降、長く国内のリーダーカンパニーの地位にあった。
西日本車体工業は、太平洋戦争末期に海軍の試作戦闘機、震電の設計を手がけ、既に解散していた九州飛行機のOBを集め、丸窓と呼ばれる新型バスを完成させた。窓の四隅を丸くすることで応力の集中を防ぎ、関西のバス事業者から「西工のバスは力学的に理に適っている」との評価を受けていた。
他に川崎航空機、呉羽自動車工業、金産自動車工業も航空機製造メーカーの転換組で、やがてこれらのメーカーが各シャーシメーカーと提携を結び、ラダーフレームの上に車体を載せることしかできない、ローカルコーチビルダーを駆逐して行くことになる。
一般的な材質はスチールであるが、1959年（昭和34年）5月、外板のみをステンレスとしたセミステンレスカーが札幌市営バスで登場している。

### スケルトンボディー
アメリカ生まれのモノコック構造に対し、欧州の車体メーカーが古くから取り入れていたマルチチューブラーフレーム構造のこと。
ビルドインフレームであり、フレームと車体の分離はできない。多数の細い鋼管を応力の方向に沿って配置し、溶接により組み立て、車体の骨格を形作る。CADのワイアーフレームを実体化したような見た目で、その印象から「バードケージ（鳥かご）」の別名を持つ。
「骨」で全ての応力を負担し、外板は単なる覆いとなるため、部材の板厚やリベットなどによる外板同士の強固な接合は必要ないが、薄い外板は振動により太鼓の皮と同様の効果を生むため、騒音をもたらすドラミングの防止が必須となる。
窓と扉の配置や、その大きさの設定にも自由度が高く、強度や剛性の調整もたやすい。
日本では日野車体工業が1977年（昭和52年）に観光系の日野RSに導入したことに始まる。「スケルトンボディー」と銘打ったこの車の登場は国内市場に衝撃を与え、従来のモノコックボディーが一気に陳腐化してしまった。他社はモノコック構造のまま、窓の拡大やリベットレスの外観とすることで、かろうじて商品力を保つのが精一杯の状況となった。
日野はスケルトンボディーを武器に、トップシェアを持つ三菱ふそうをかわしてバス市場の主導権を握る戦略を採り、路線車でも1980年（昭和55年）に中型のレインボーを投入した。しかし、大型路線車への採用過程では迷走が見られ、その期に乗じた各社の、生き残りをかけた開発競争が激化する結果となる。こうした動向は各コーチビルダーのシェア争いに影響を与え、後年の車体メーカー再編の契機の一つともなる。

## 日本のバスメーカー
日本のバス製造業は大・中型と小型とで住み分けがなされてきたことと、大・中型の場合、以前の三菱自動車工業を除き、シャーシメーカーとコーチビルダーとが個別に存在しているところに特色がある。
しかしながら、公共交通不振にともなうバス事業の転換期となる1980年代以降、一般営業用にも小型バスの普及を見、また、大・中型シャーシメーカー主導によるコーチビルダーの再編が行われ、現在もなお変化過程の渦中にある状況である。

### 大・中型バス（シャーシメーカー）
現在、大・中型バス車両を供給する日本メーカーは以下の3社である。
- いすゞ自動車
- 日野自動車（トヨタ自動車の子会社）
- 三菱ふそうトラック・バス（三菱自動車工業から分社）

トヨタ自動車75年史によると、1936年（昭和11年）に発表されたトヨダ初の大型バス（当時）となるDA型カウルシャシの解説では、コーチビルダーとして、東京の芝浦自動車工業、横浜の倉田重工業、名古屋の名古屋自動車製作所の名が挙げられている。
1960年代のバス事業最盛期まではトヨタ自動車・日産自動車といった現在の乗用車最大手クラスの企業も大型バス製造に携わっていたが、1974年にトヨタ自動車が撤退して以降、国内の大・中型バス車台・エンジン製造は、いすゞ自動車、日野自動車、三菱ふそうトラック・バス、日産ディーゼル（現: UDトラックス）の4社に事業集約されていた。
しかし、日産ディーゼル（現: UDトラックス）は2010年8月を以ってシャーシ生産から撤退し、以降は三菱ふそうからのOEM供給のみとなった。さらに、2010年10月に三菱ふそうとUDトラックスとのバス事業統合に関する協議が終了したのに伴い、三菱ふそうからのOEM供給も取りやめることになったため、UDトラックスはバス事業から事実上撤退し、現在は3社体制となっている。
また、いすゞ自動車と日野自動車は2003年10月1日付で「ジェイ・バス」を設立した。バス事業統合に向けた動きを加速させ、ジェイ・バスが「統合車種」として、路線系はいすゞ自動車が、観光系は日野自動車が各々開発した車両をジェイ・バスが製造し、いすゞ自動車・日野自動車両社が販売している。

### 大・中型バス（コーチビルダー）
コーチビルダーとは車体架装メーカーのこと。戦前のバス車体は木骨を構造材とした重く頑丈なものであり、架装にさほど技術を要求されなかったことから、町工場レベルでも参入が容易で、各自動車メーカーよりトラック用シャシを購入した上で、各事業者に改造して納入していた。自動車メーカー側としても小規模事業者が乱立していた当時のバス事業者相手に小口取引を迫られることとなるのを回避できるメリットがあった。
戦後、航空機産業の壊滅により、富士重工業（旧: 中島飛行機、現: SUBARU）や川崎航空機（数度の改名を経て、1974年〈昭和49年〉以降は川重車体工業）などが軍需の民生転換としてバスボディ製造を開始する。これらのメーカーはそれまでの航空機製造技術を活かし、外板を強度部材と考えるモノコックボディを武器に、軽量な車体とアメリカナイズされたスタイルでシェアを伸ばす。
1960年代まではヤナセ、帝国自動車工業など戦前来のコーチビルダーと、日國工業→新日国工業（路面電車や大型バスの架装から撤退、業態変更で日産車体工機へと改称。）などの戦後の航空機産業転換企業、および、東浦自動車工業、松本車体、京成車体といった特定地域向けローカルコーチビルダーが入り乱れる状況が続く。
しかし、フレーム式構造から軽量でホイールベースの変更が容易なフレームレス構造へと移行し、床面積が有効に使えるRR方式のバス専用シャシが開発され、それが主流となると町工場レベルでは対応が不可能となる。
さらに、シャシメーカーとの提携関係が進むにつれ、中小メーカーの撤退が相次ぎ、1975年（昭和50年）の帝国自動車工業と金産自動車工業の合併による日野車体工業の成立で、以下の6社（自社架装の三菱を入れると7社、特殊車体関係は除く）に集約された。以後約10年間は無風状態となる。
- 日野車体工業 - 日野自動車工業指定、国鉄専用型式（日野車）指定メーカー。専用型式以外の国鉄バス、富士急行ではいすゞシャシにも架装。
- 川重車体工業 - いすゞ自動車指定メーカー。1972年（昭和47年）まで大型専業4社とトヨタに架装していた。
- 呉羽自動車工業 - 三菱ふそう指定メーカー。但し、三菱自身も架装する。
- 富士重工業 - 民生・日産ディーゼル指定、国鉄専用型式指定（ふそう・日デ車）、いすゞ自動車準指定メーカー。最盛期は国内バスボディのリーディンクカンパニーとして、大型専業4社のほか、ニッサン（1968年〈昭和43年〉まで）とトヨタ（1974年〈昭和49年〉まで）を加えた国内全大型メーカーに架装、また、1985年（昭和60年）から2001年（平成13年）まで日本国内向けボルボ・B10Mシャシにも架装していた。
- 西日本車体工業 - 大型4社に架装。
- 北村製作所 - いすゞ自動車準指定メーカー。事業者によっては日デ車、三菱ふそう車の架装例もある。

1970年（昭和45年）頃まではコーチビルダー各社は独立性が高く、帝国 - いすゞ（主に国鉄向け）、川崎 - 日野・三菱・トヨタ、金産 - 三菱・日産ディーゼル、北村 - 三菱・日産ディーゼルといった組み合わせも見られた。この時期、コーチビルダーとシャシメーカーとの関係強化により、富士重工業と西日本車体工業を除き、ごく一部の例外を除き、特定メーカーのシャシにのみ架装するようになり、その流れが1985年（昭和60年）以降の、シャシメーカー主導の再編を呼ぶことになる。
いすゞは川重車体に資本参加し、合弁会社であるアイ・ケイ・コーチ（IK：I = いすゞ、K = 川崎）を設立、1995年（平成7年）にはいすゞバス製造に改名し、翌年いすゞが完全子会社化している。
北村は1984年（昭和59年）以降、大幅に事業規模を縮小し、1989年（平成元年）以降は小型車 (P-MR112D,U-MR132D) のみに架装を続けたが、撤退した。
三菱自動車は指定メーカーの呉羽自工（東洋紡績系）に資本参入し、同社は新呉羽車体工業に改名、さらに1993年（平成5年）には完全子会社化し、三菱自動車バス製造（MBM）に改名した。その上で、1996年（平成8年）に三菱自動車自身による車体製造を中止した。
日産ディーゼルは2002年（平成14年）に、コストカットの観点から指定メーカーを西日本車体工業に一本化すると発表した。これにより富士重工業は大幅な受注減が見込まれたことから、同年度いっぱいでバス車体製造から撤退した。
さらに、いすゞと日野のバス事業が統合され、いすゞ車体と日野車体は合併し、ジェイ・バスが誕生した。
UDトラックス（旧: 日産ディーゼル）指定メーカー・三菱ふそう準指定メーカーである西日本車体工業は、当時のバスボディ受注の減少から2010年（平成22年）8月にバスボディ架装を終了し、同年10月に会社を解散した。
この結果、現在は以下の2社に集約されている。
- ジェイ・バス - 日野自動車・いすゞ自動車指定メーカー
- 三菱ふそうバス製造 - 三菱ふそうトラック・バス指定メーカー

### マイクロバス
乗車定員が30名に満たない小型バス（マイクロバス）は、大・中型バスメーカーの他にも、トヨタ自動車、日産自動車を合わせた5社から販売されている。いすゞは小型バスを自社生産していたが、1993年から2003年にかけて日野・日産からのOEM供給へ切り替えられた。同系企業であるトヨタと日野はかつては相互に小型バスのOEM供給を行っていたが、現在はトヨタからコースターのみを日野にOEM供給している。また、日産は、ディーゼルエンジンのみ、日産ディーゼルからの供給を受けていたが、2004年11月に、三菱ふそうからの供給へ切り替えたものの、2008年からは自社製エンジンに切り替えたものの、2010年に再度ガソリンエンジンのみの設定となった。三菱ふそうも2010年に大型バス・中型バス同様に、自社の大江工場から三菱ふそうバス製造に生産を移行している。またこれとは別に、ワンボックスカーの車体長を延ばして12 - 15人乗りにした小型バスも存在し、ワンボックスカーベースの小型バスは、現在はトヨタ、日産から販売されている。かつてはいすゞもワンボックスカーベースの小型バスを発売していたが、現行型のコモ（NV350キャラバンのOEM）にはマイクロバスは未設定である。
現在マイクロバスを製造している車体メーカーは以下のとおりである。
- ジェイ・バス
- 三菱ふそうバス製造
- トヨタ車体（トヨタの子会社）
- 岐阜車体工業（同上）
- 日産車体（日産の子会社）
- アセンブルポイント[7]（フィリピンに自社工場を持つ日本のベンチャー企業）

また、1997年まではマツダも「ライトバス」、「パークウェイ」の車名で小型バスを製造・販売していた。車体は西日本車体工業から供給を受けていたが、路線バス、観光バスともに大型バスによる運行により廃車される場合が多い。
さらにさかのぼると、ダイハツやプリンスにも自社開発のマイクロバスがあり、現存する乗用車メーカーのうち、2トンクラスのトラックシャーシを持っていなかったスズキ、ホンダ、スバルを除くすべてのメーカーがマイクロバス製造にかかわっていた。

## 輸入車

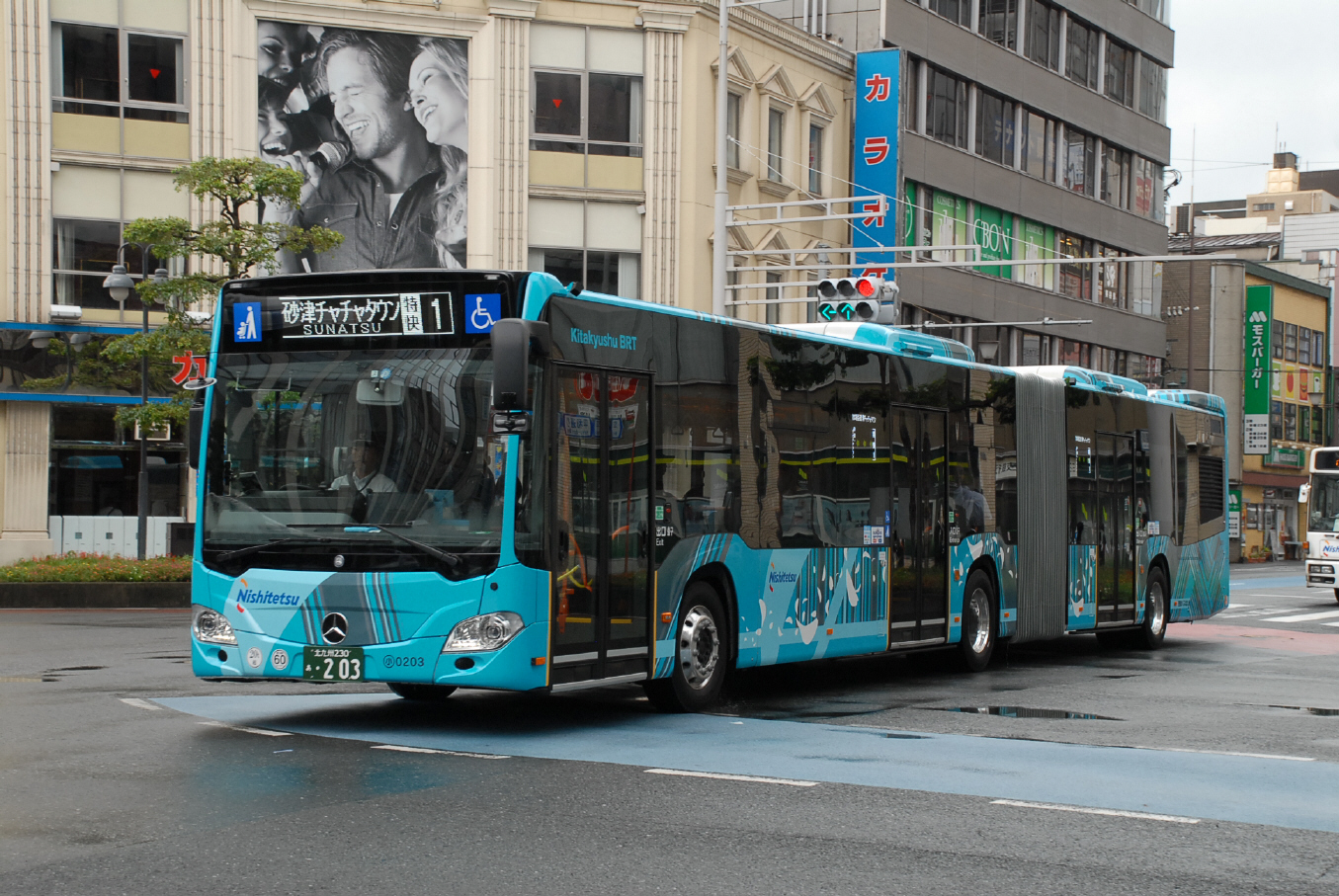
メルセデス・ベンツ・シターロ
（西鉄バス北九州）

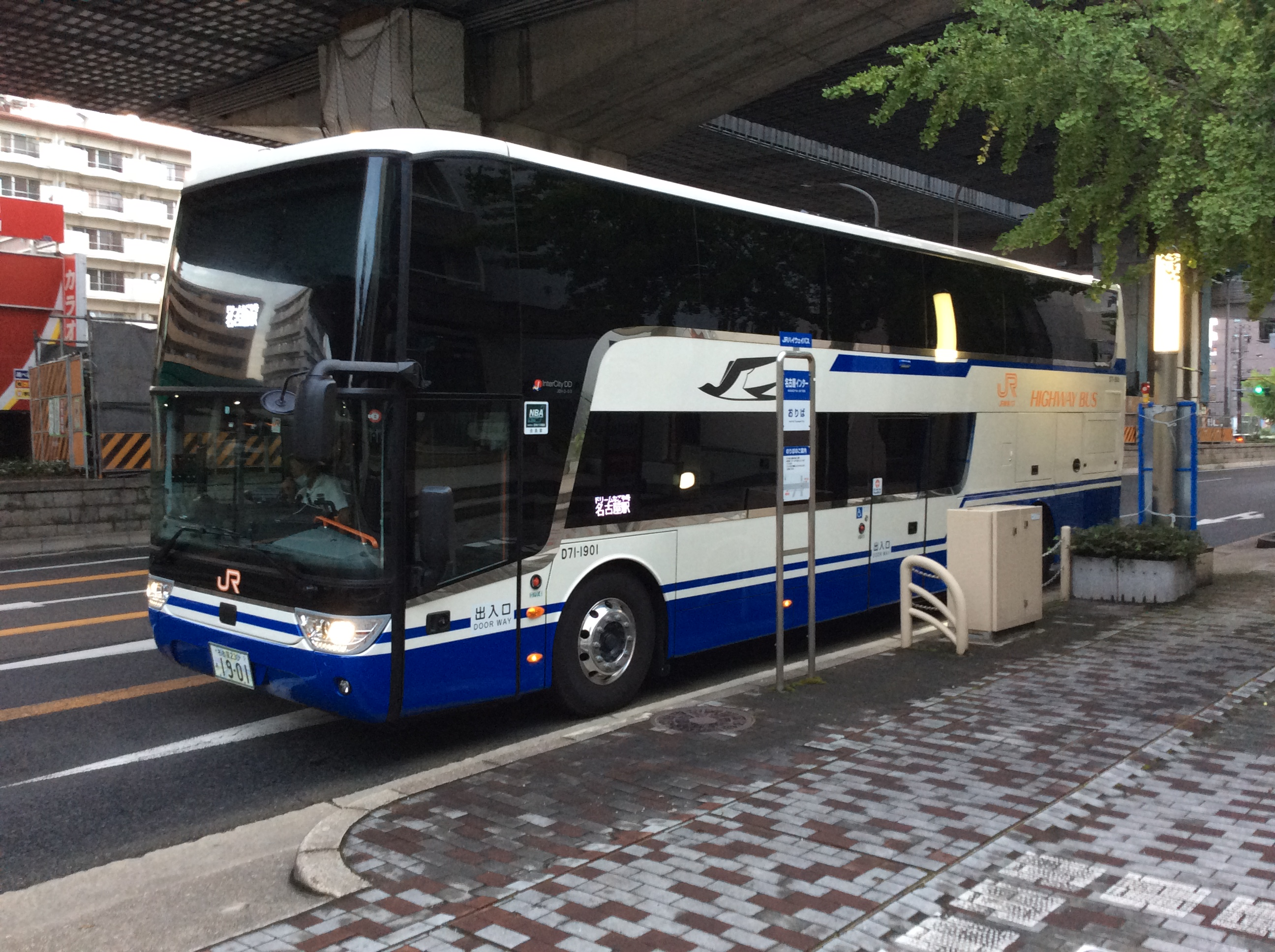
スカニア・J-IntercityDD
（ジェイアール東海バス）

戦時体制下の1940年代、バスをはじめとする自動車は国産化され、輸入は一時途絶えた。しかし1970年代後半から観光バスを中心に、主に欧州から2階建てバスやスーパーハイデッカーが輸入されるようになった。それにより、2階建てや、サロン付きなどの豪華観光バスブームが起こった。
- ネオプラン
- バンホール
- ゼトラ
- ドレクメーラー
- ケスボーラー
- MAN
- メルセデス・ベンツ

これらの輸入車により、国内メーカも影響を受け、国産2階建てバス、スーパーハイデッカーを製造することとなった。
その後、2階建てバスの国産化や、その2階建てバスの安全性、国産とは異なる使い勝手や整備、信頼性などにより輸入車は一部事業者を除き敬遠された。さらにその後の景気低迷により、輸入車はネオプランを除きほぼ途絶えた。その後、同社製バスもモデルチェンジごとに大型化が進み国内では運行が困難となったことから、最大ユーザーにして総輸入代理店の中央交通（日本ネオプラン）も2005年を最後にネオプラン車の輸入を終了している。
その後、路線バス用として、ネオプラン製ノンステップバスが試験的に輸入され、これにより国内各メーカーがノンステップバスを開発発売するきっかけとなった。
以下はエンジンもしくは車体が日本製
- ヨンケーレ・モナコ（エンジン及びサスペンションは日産ディーゼル（現:UDトラックス））
- 日産ディーゼル・フィリピン・ユーロツアー（エンジン、トランスミッションは日本製）
- ボルボ・アステローペ、連節バス（ともにシャーシはボルボB10M、車体は富士重工業）

上記のように、様々な事情により、シャーシを輸出し、車体の架装を日本国外で行う逆輸入車や、それとは逆に、シャーシを輸入し、車体の架装のみ国内で行うケースがある。
日産ディーゼルは国内に直系のコーチビルダーを持たないため、車体については比較的自由度が高く、逆輸入車が存在する。人件費の安いフィリピンに現地法人を設立し、ベルギーのコーチビルダー、ヨンケーレが車体を手がけたユーロツアー、および日産ディーゼルのシャーシにヨンケーレが架装したヨンケーレ・モナコが存在したが、短命に終わり、いずれも現在は製造されていない。
日産ディーゼルの指定メーカーであった富士重工も、資本的に日産ディーゼルとのつながりが薄いため（日産ディーゼルの親会社であった日産自動車と資本提携していた）、上記のコーチビルダーの項に示すように、日産ディーゼル以外のシャシーに架装している。その中で1984年に科学万博向け連節車を、ボルボのシャーシ (B10M) に架装した。
この実績を基に、同じシャーシに貸切用ボディーを架装した車両を「アステローペ」として販売した。以降、2回のモデルチェンジを行うなど息の長い商品となったが、1999年排気ガス規制に対応できないことから、2000年で中止された。
またコミュニティバス向けとして前輪駆動シャシーを用いた小型ノンステップバスが輸入されている。
- ルノー・オムニノーバ・マルチライダー
- クセニッツ
- 日野・ポンチョ シャーシはプジョー製、車体はトヨタテクノクラフト製

近年、上記の小型ノンステップバスを含め、連節バス、全長12m超の4軸2階建てバス、メガライナーなど、国内メーカでは対応出来ない車種を輸入するケースが多い。最近では、国産の2階建てバスである三菱ふそう・エアロキングの製造が2010年に打ち切られたため、その代替も兼ねてスカニアのシャーシを架装したバンホール・アストロメガ TDX24を導入する事業者も見られる。
また、経費削減を狙い大宇バス車やヒュンダイ・ユニバースなど韓国車を導入する事業者も存在する。
さらに2010年後半以後は、BYDや揚州亜星（アジアスター）など中国メーカー製電動バスの導入事例が増えている。